# 顯徑邨

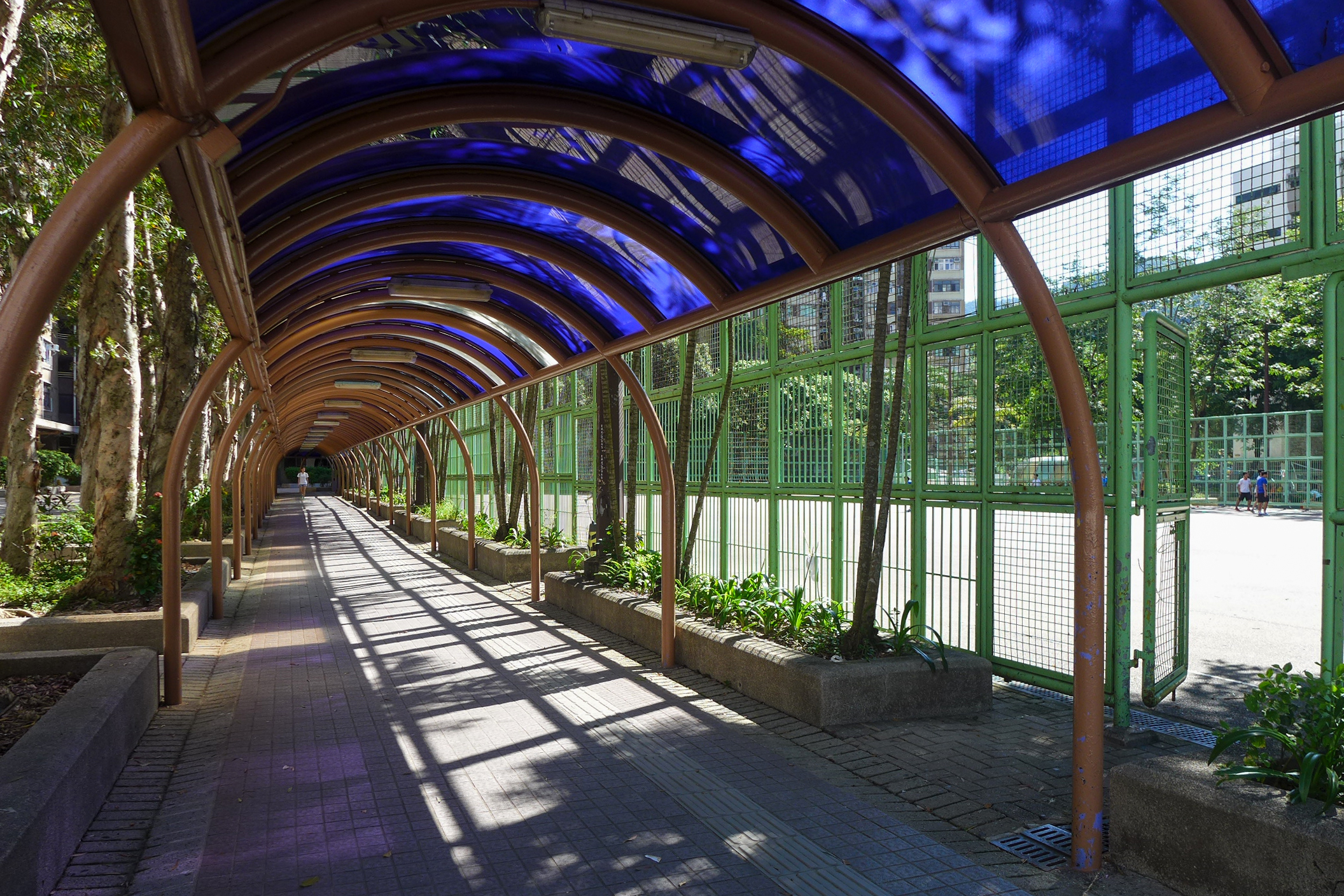
顯徑邨一期有蓋行人通道

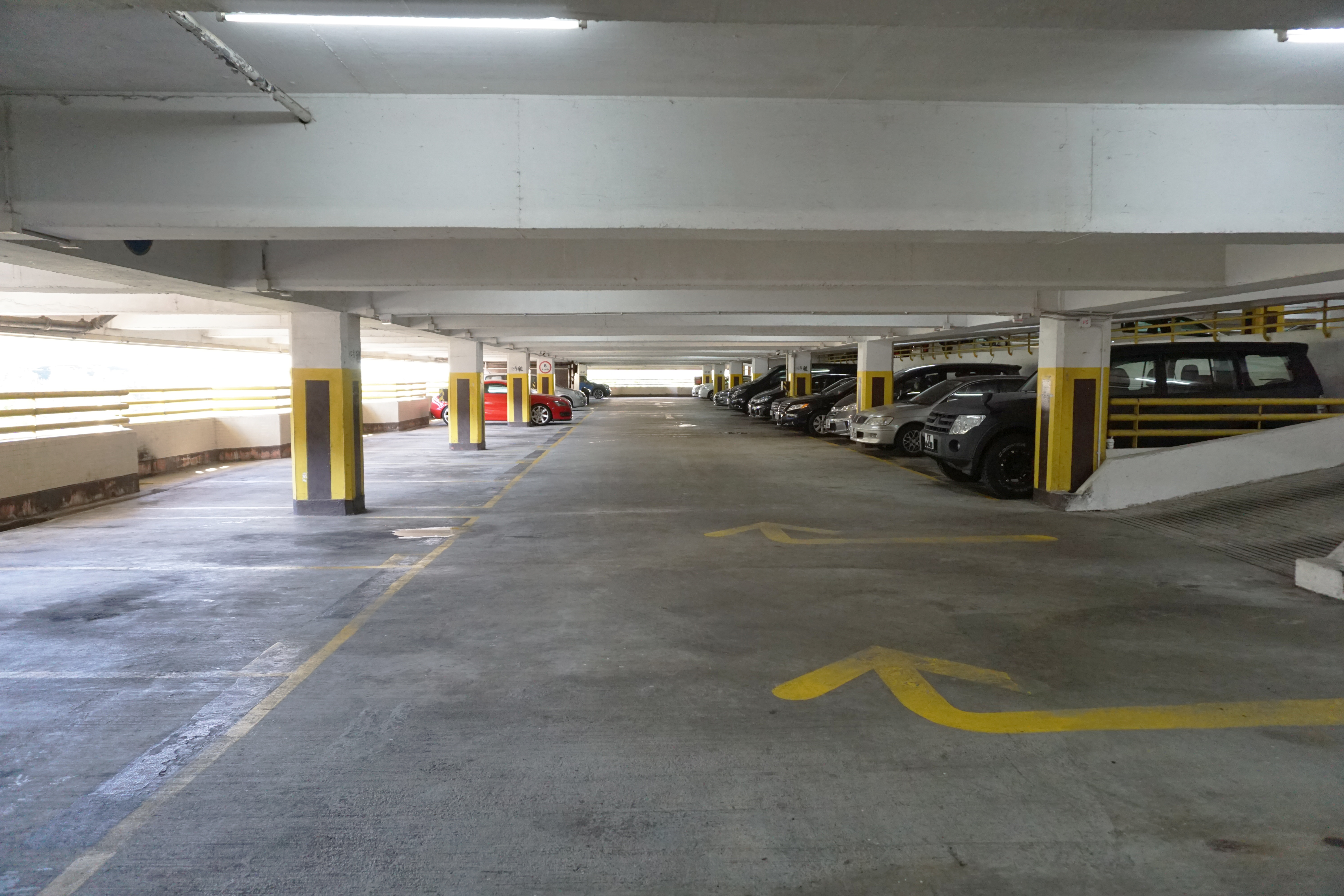
顯徑邨停車場

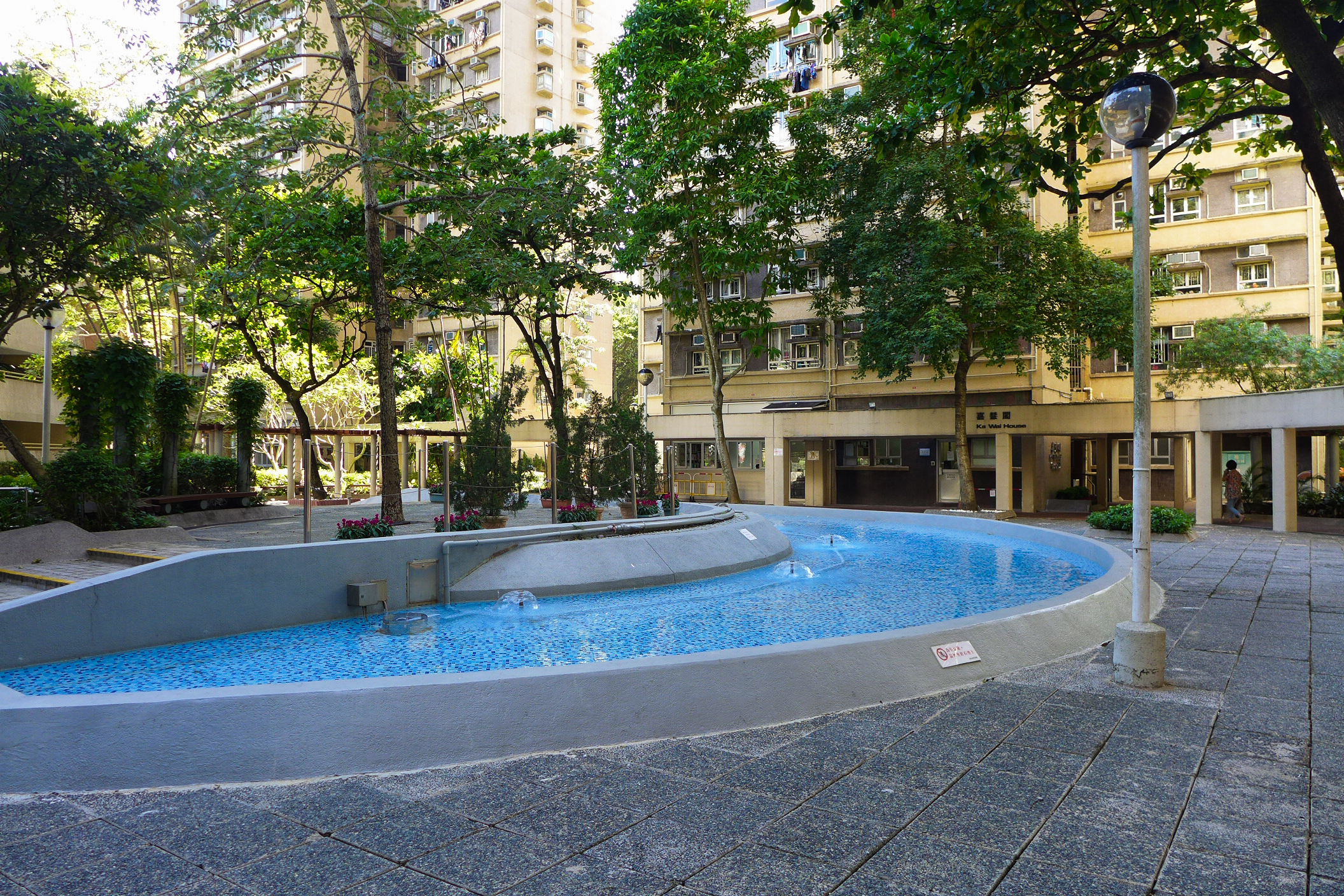
嘉田苑水池

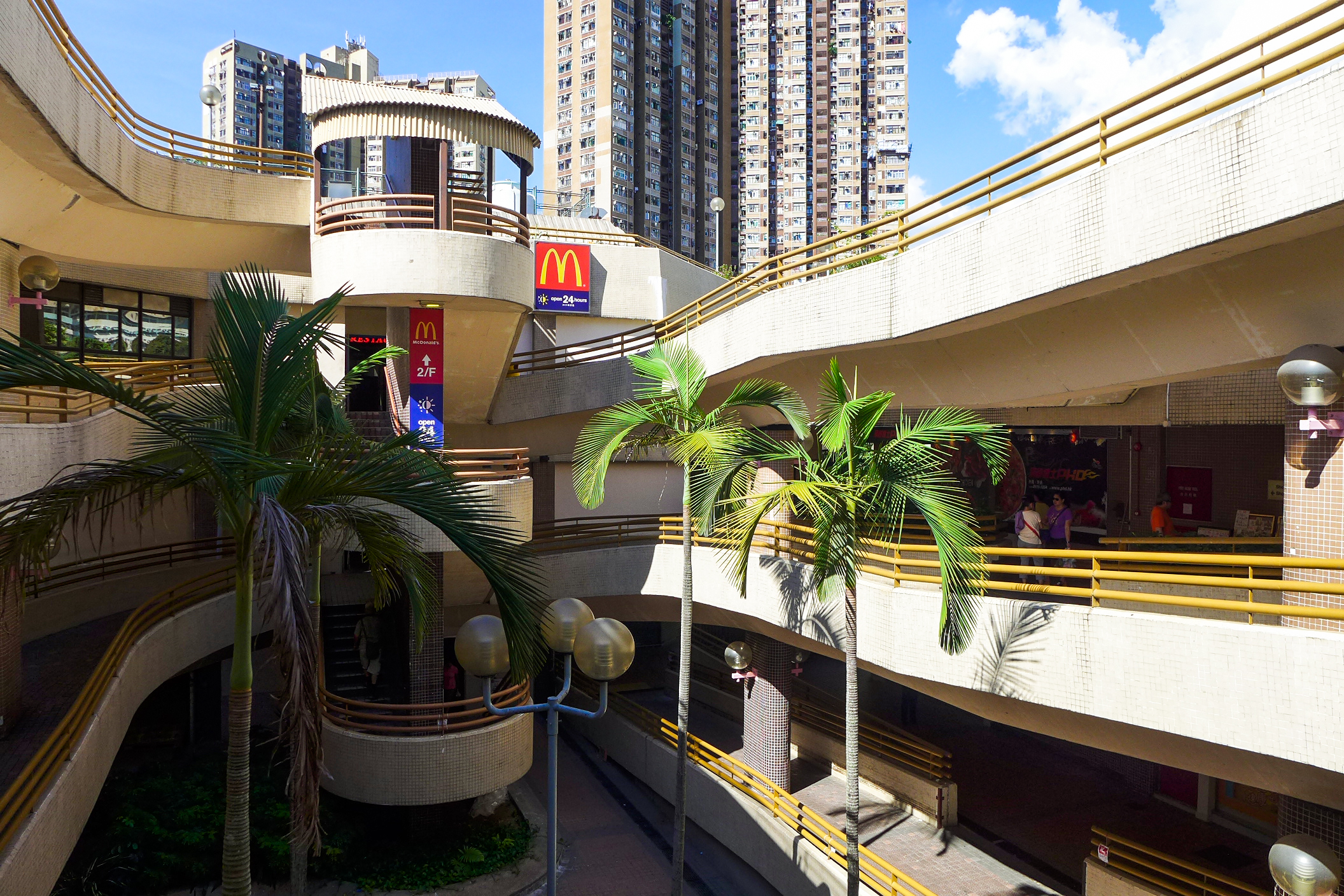
顯徑商場A翼共3層，居民多以樓梯或斜道上落

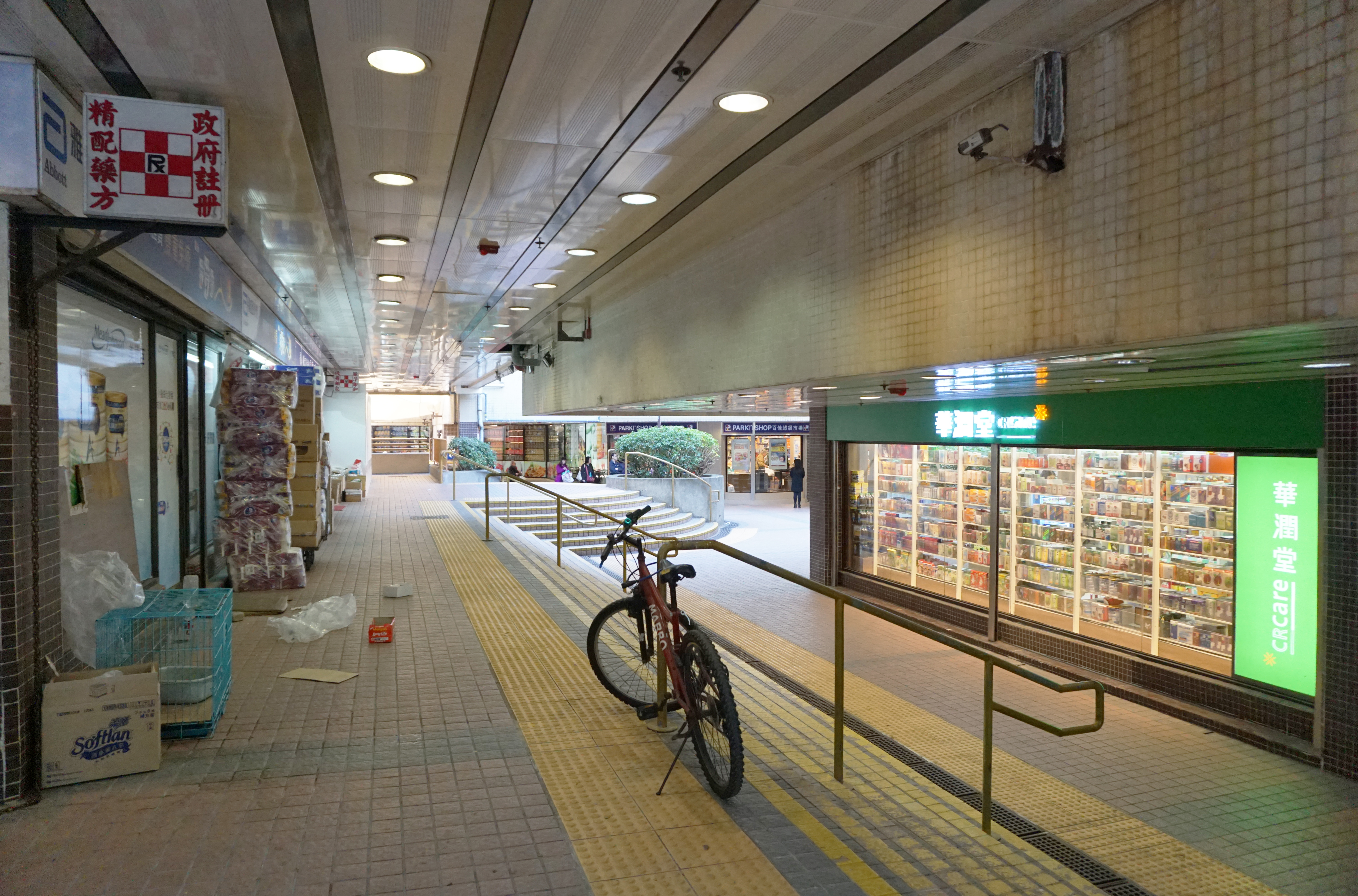
顯徑商場A翼1樓

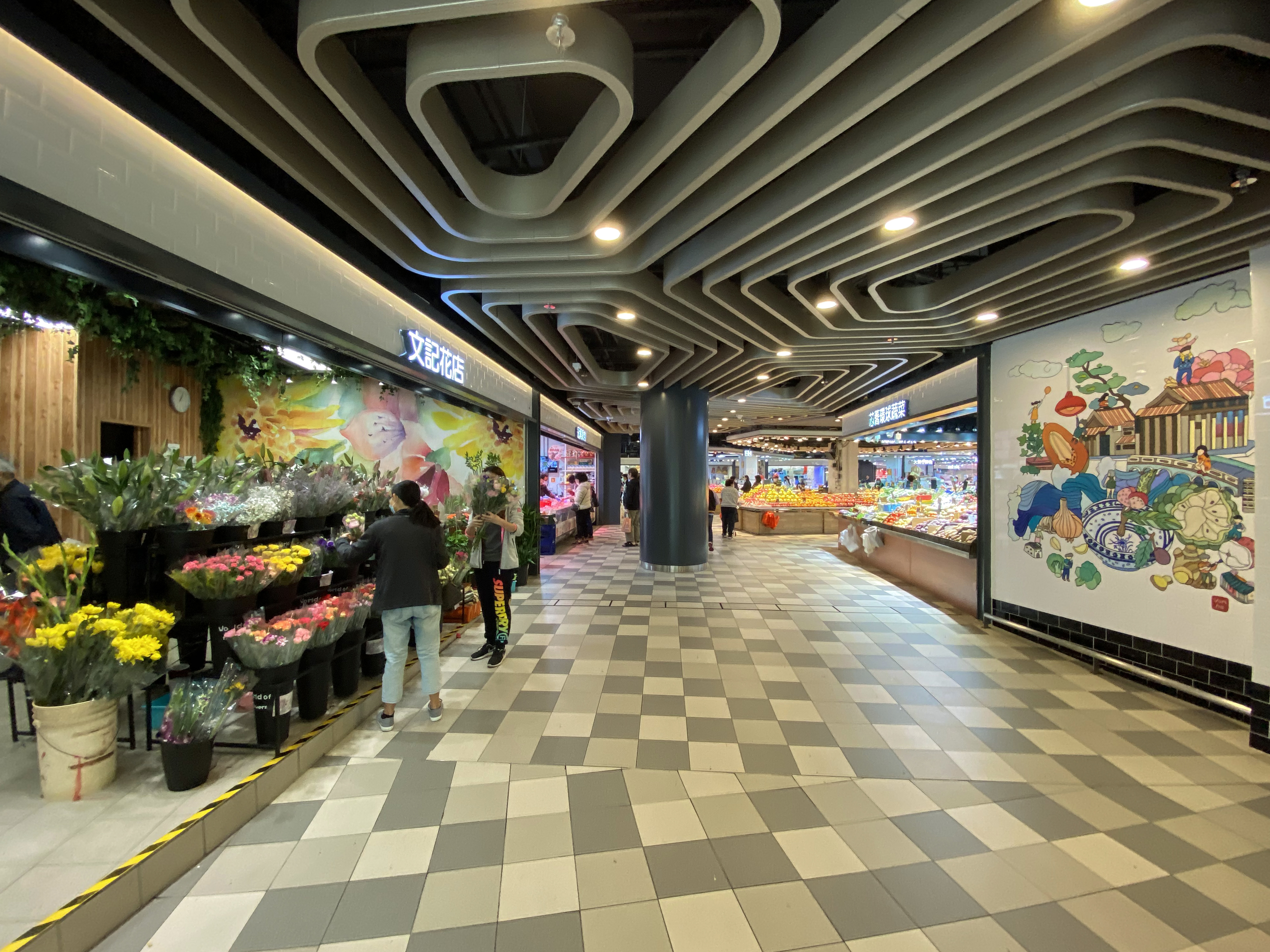
2020年1月翻新後重開的顯徑街市

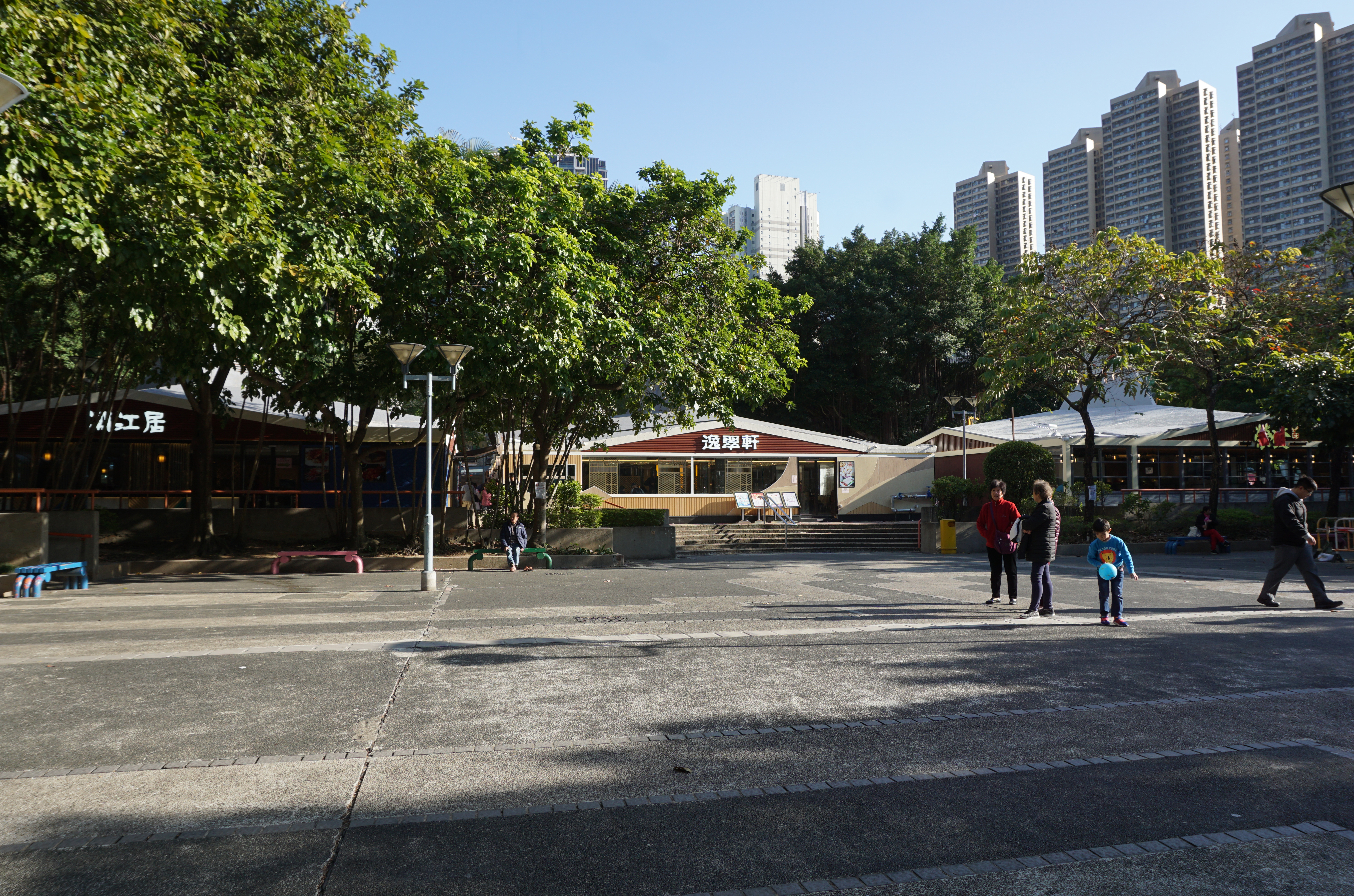
冬菇亭餐廳

顯徑邨（英語：Hin Keng Estate）是香港公共屋邨，位於香港新界沙田區徑口車公廟路69號，共有八幢住宅樓宇，是少數有齊Y2、Y3及Y4型大廈建築設計的公共屋邨，此邨於1986年開始入伙，但已列入擴展市區配屋區。香港房屋委員會其後於2000年把顯徑邨納入租者置其屋計劃（第3期），允許租戶購買所租住的單位，現已成立業主立案法團；截至2020年中，此邨的93%單位經已出售，是按住宅單位計出售比率最高的租置屋邨。
顯徑邨以北徑口的一塊小空地後來興建了另一個公共屋邨顯耀邨（英語：Hin Yiu Estate），為單幢住宅樓宇，原為可租可買計劃未命名屋苑
，於2005年入伙，但已列入擴展市區配屋區內，現由香港房屋委員會負責屋邨管理。
嘉田苑（英語：Ka Tin Court）及嘉徑苑（英語：Ka Keng Court）分別是顯徑邨內的居者有其屋計劃屋苑，分別有6座及2座樓宇，分別在1988年及2002年落成。

## 簡介
顯徑邨因附近的村落——顯田及徑口而得名。此區域在1961年至1963年，曾經為香港中文大學建校的擬定選址，佔地約96公頃（當中顯徑邨一期為當時擬議的大學本部，而二及三期為新亞書院擬議校址），但最後改為在馬料水現址設校。因此，此區域要到1980年代初才開始發展。此邨在早期曾經初步命名為「顯田邨」，至1981年才在原定命名中加入「徑口村」此村落名字之元素，成為今天的顯徑邨。
顯徑邨是香港政府在吸收了沙田第一批公共屋邨（沙角邨、乙明邨等）的經驗之後所興建的公共屋邨，與同區屋邨新翠邨、隆亨邨等同期。在沙田區規劃大綱圖中，本邨土地稱為「沙田第2B區」。
顯徑邨亦是26座問題公屋中，位於葵青區受影響屋邨居民的指定安置屋邨（另外兩個分別是青衣長康邨及長安邨），並接收少數興田邨單位不足以收容的藍田邨12-13座居民。
本邨範圍內原有一幅預留作連環型校舍的土地，但最後沒有建造中學。後來，此土地從顯徑邨範圍內劃出，成為嘉徑苑。
而在1999年，政府決定在鄰近顯徑邨的一幅用地，加建一座單幢式公屋，其後於2000年5月列入可租可買計劃。然而，由於該計劃的失敗，該未命名屋苑旋即於兩個月後轉回作出租公屋之用，並命名為顯耀邨；因應轉回出租公屋，屋邨設計亦有所簡化。

## 屋苑資料

### 樓宇

#### 顯徑邨
顯徑邨的8座大廈分3期入伙：
- 第1期：顯沛樓、顯德樓、顯揚樓和顯慶樓（1986年6月落成，10月入伙，當中有200伙用於安置筲箕灣木屋區居民[9]）
- 第2期：顯祐樓（1987年10月落成，翌年3月入伙）
- 第3期：顯運樓、顯貴樓和顯富樓（1988年初落成，8月收樓；此等樓宇為26座問題公屋醜聞葵青區受影響居民接收樓宇，另外亦接收少量藍田邨（重建前）的居民）

由於顯徑邨第1期入伙時，其餘2期還在施工中，所以住戶及訪客出入時都要走過滿地泥頭木板的道路，直到第3期入伙之後，當地環境才得以改善。
顯德及顯揚樓曾經於1991年選為「出售公屋計劃」的出售樓宇，但最後計劃被腰斬，到2001年才連同邨內其他樓宇於租者置其屋計劃拆售。
| 樓宇名稱（座號） | 樓宇類型            | 落成年份 | 層數 | 每層伙數 | 每座單位數目（伙） | 建築師       | 承建商   | 提供升降機的廠商 （更新前） | 提供升降機的廠商 （更新後） | 期數 |
| ---------------- | ------------------- | -------- | ---- | -------- | ------------------ | ------------ | -------- | --------------------------- | --------------------------- | ---- |
| 顯沛樓（第1座）  | Y2型                | 1986年   | 35   | 24       | 808                | 房屋署建築師 | 有成建築 | 奧的斯 VIP-260（DC）        | 蒂森克虜伯 HP61（VVVF）     | 1    |
| 顯德樓（第2座）  | Y2型                | 1986年   | 35   | 24       | 816                | 房屋署建築師 | 有成建築 | 奧的斯 VIP-260（DC）        | 蒂森克虜伯 HP61（VVVF）     | 1    |
| 顯揚樓（第3座）  | Y2型                | 1986年   | 35   | 24       | 792                | 房屋署建築師 | 有成建築 | 奧的斯 VIP-260（DC）        | 蒂森克虜伯 HP61（VVVF）     | 1    |
| 顯慶樓（第4座）  | Y2型                | 1986年   | 35   | 24       | 816                | 房屋署建築師 | 有成建築 | 奧的斯 VIP-260（DC）        | 蒂森克虜伯 HP61（VVVF）     | 1    |
| 顯祐樓（第5座）  | Y3型 （早期型設計） | 1987年   | 35   | 24       | 808                | 房屋署建築師 | 新昌營造 | 快高靈 （DC）               | 蒂森克虜伯 HP61（VVVF）     | 2    |
| 顯運樓（第6座）  | Y4型 （早期型設計） | 1988年   | 35   | 18       | 612                | 房屋署建築師 | 新昌營造 | 快高靈 （DC）               | 蒂森克虜伯 HP61（VVVF）     | 3    |
| 顯貴樓（第7座）  | Y4型 （早期型設計） | 1988年   | 35   | 18       | 612                | 房屋署建築師 | 新昌營造 | 快高靈 （DC）               | 蒂森克虜伯 HP61（VVVF）     | 3    |
| 顯富樓（第8座）  | Y4型 （早期型設計） | 1988年   | 35   | 18       | 612                | 房屋署建築師 | 新昌營造 | 快高靈 （DC）               | 蒂森克虜伯 HP61（VVVF）     | 3    |

（註：第9-14座指同一項目內的嘉田苑，詳見下表。）

#### 顯耀邨
| 樓宇名稱（座號） | 樓宇類型         | 落成年份 | 層數 | 每層伙數 | 每座單位數目（伙） | 建築師       | 承建商   | 提供升降機的廠商 |
| ---------------- | ---------------- | -------- | ---- | -------- | ------------------ | ------------ | -------- | ---------------- |
| 顯耀樓（第1座）  | 新和諧一型第六款 | 2005年   | 40   | 20       | 800                | 房屋署建築師 | 瑞安建業 | 星瑪 Ds4（VVVF） |

顯耀邨是香港新近落成的一個公共屋邨，樓宇質素能與居屋媲美。

#### 嘉田苑
| 樓宇名稱（座號）      | 門牌號碼   | 樓宇類型     | 落成年份 | 層數 | 每層伙數 | 每座單位數目（伙） | 建築師       | 承建商   | 提供升降機的廠商 |
| --------------------- | ---------- | ------------ | -------- | ---- | -------- | ------------------ | ------------ | -------- | ---------------- |
| 嘉康閣（A座／第9座）  | 顯田街10號 | 彈性十字三型 | 1988年   | 35   | 8        | 280                | 房屋署建築師 | 禮頓建築 | 三菱             |
| 嘉祺閣（B座／第10座） | 顯田街8號  | 彈性十字三型 | 1988年   | 35   | 8        | 280                | 房屋署建築師 | 禮頓建築 | 三菱             |
| 嘉賢閣（C座／第11座） | 顯田街3號  | 彈性十字三型 | 1988年   | 35   | 8        | 280                | 房屋署建築師 | 禮頓建築 | 三菱             |
| 嘉慧閣（D座／第12座） | 顯田街1號  | 彈性十字三型 | 1987年   | 35   | 8        | 280                | 房屋署建築師 | 禮頓建築 | 三菱             |
| 嘉怡閣（E座／第13座） | 顯田街6號  | 彈性十字三型 | 1988年   | 35   | 8        | 280                | 房屋署建築師 | 禮頓建築 | 三菱             |
| 嘉詠閣（F座／第14座） | 顯田街4號  | 彈性十字三型 | 1988年   | 35   | 8        | 280                | 房屋署建築師 | 禮頓建築 | 三菱             |

（註：第1-8座指同一項目內的顯徑邨，詳見上表所列。）
屋苑內的中學由德信建築承建。

#### 嘉徑苑
| 樓宇名稱（座號） | 樓宇類型       | 落成年份 | 層數 | 每層伙數 | 單位數目（伙） | 建築師       | 承建商   | 提供升降機的廠商   |
| ---------------- | -------------- | -------- | ---- | -------- | -------------- | ------------ | -------- | ------------------ |
| 嘉愛閣（A座）    | 康和一型第一款 | 2002年   | 40   | 8        | 319            | 房屋署建築師 | 榮康建築 | 東芝 CL150（VVVF） |
| 嘉善閣（B座）    | 康和一型第二款 | 2002年   | 40   | 8        | 320            | 房屋署建築師 | 榮康建築 | 東芝 CL150（VVVF） |

## 屋邨設施

### 顯徑邨
- 民政事務總署顯徑鄰里社區中心
- 顯徑體育館
- 3個冬菇亭：在顯徑商場1989年落成前為臨時街市。商戶遷入商場後由「幸運多餐廳」全包，設粥麵部、西式餐廳及茶樓。1997年金融風暴後三所食肆逐一結業，幾經頂讓終由原位於雲疊花園的「金城小廚」接手，除「金城小廚」外、另設「金城餅店」及「金城茶餐廳」，直至2017年5月底因領展瘋狂加租而結業，及後遷往大圍。現時當中兩個冬菇亭由「翠河餐廳集團」經營「潮江居」、「逸翠軒」，其餘一個由田心村經營的「榮發茶餐廳」承租[15]。
- 顯徑管理處

#### 顯徑邨兒童遊樂設施

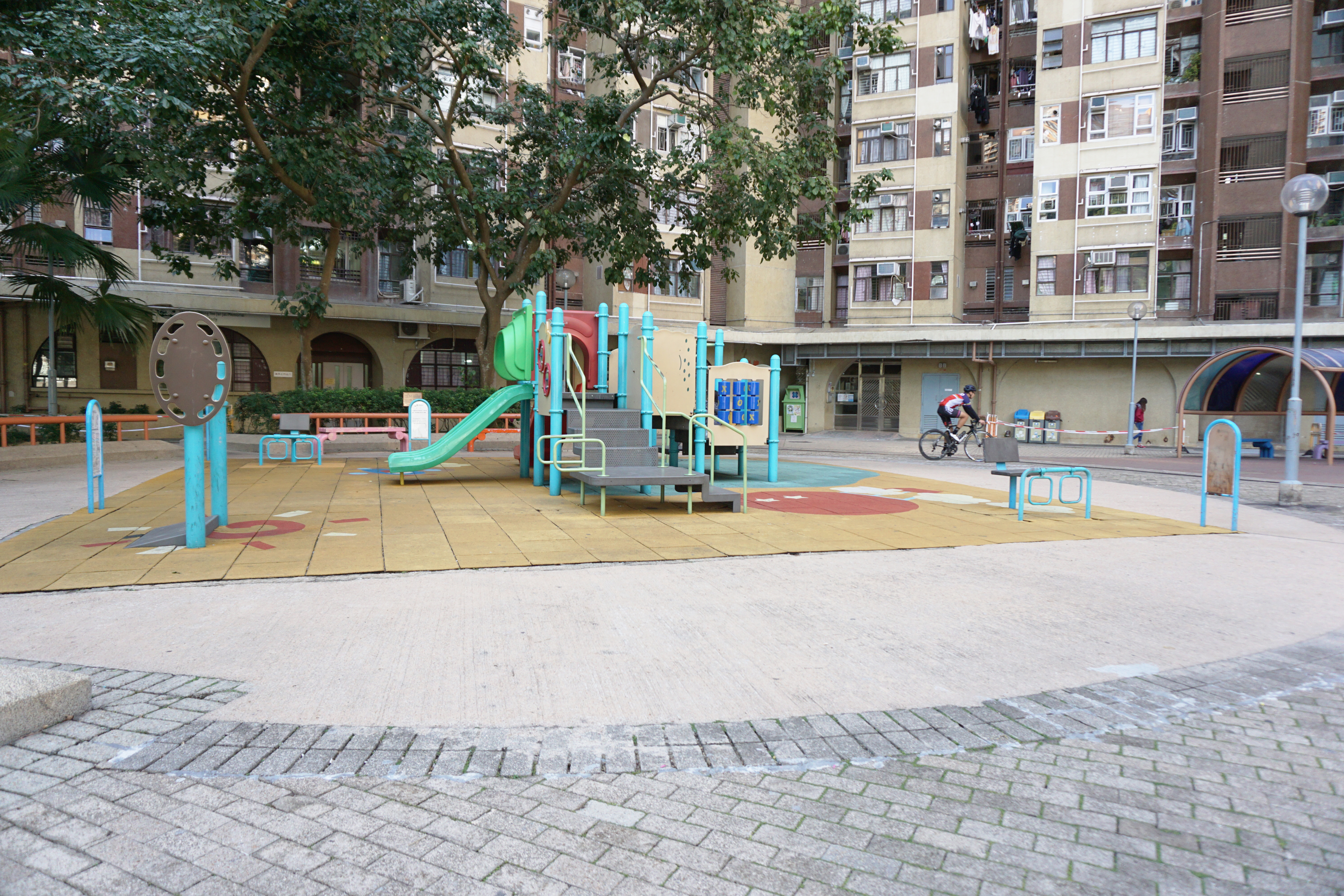
兒童遊樂場
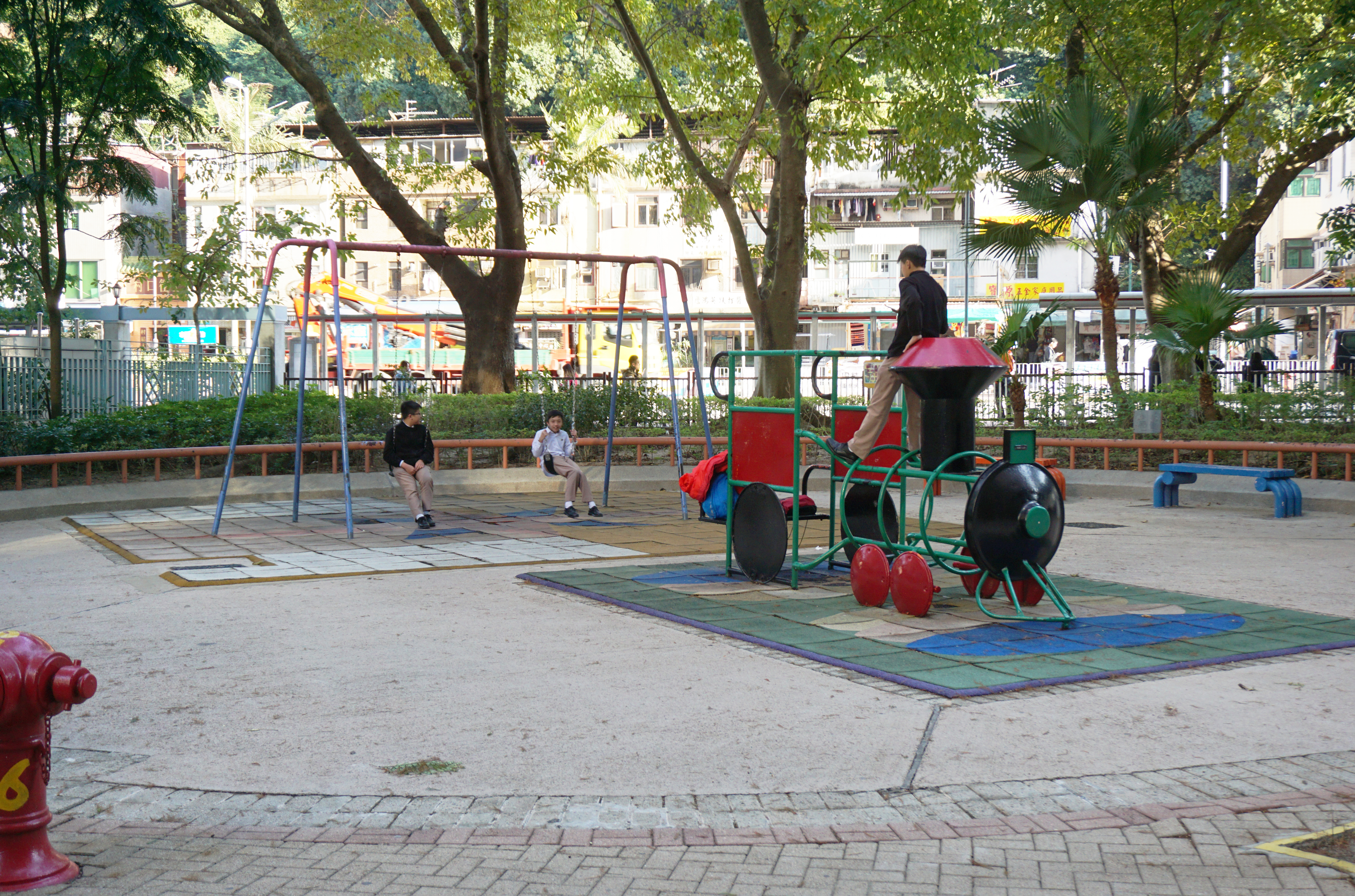
鞦韆及1980年代典型設計火車頭
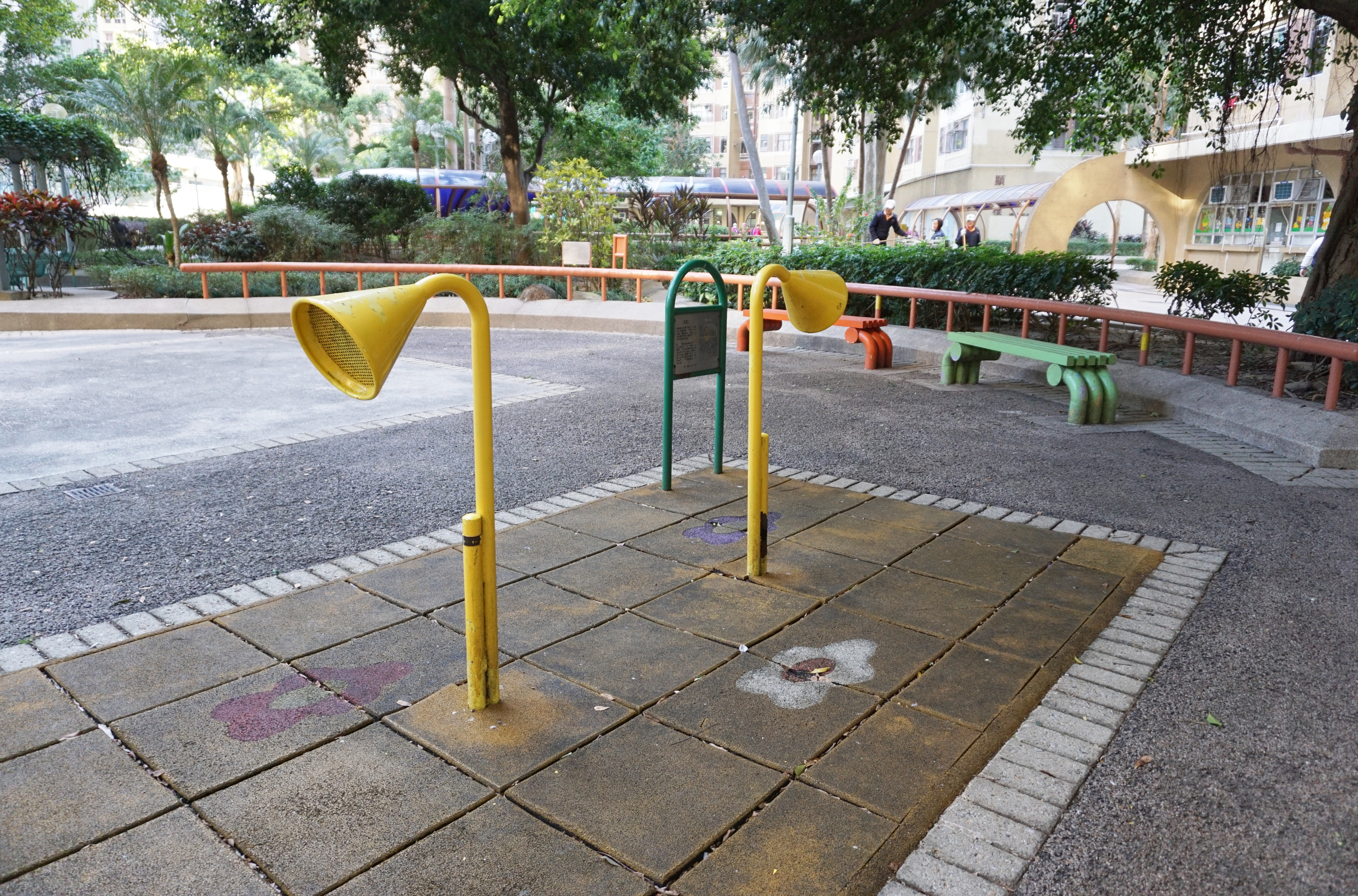
傳聲筒
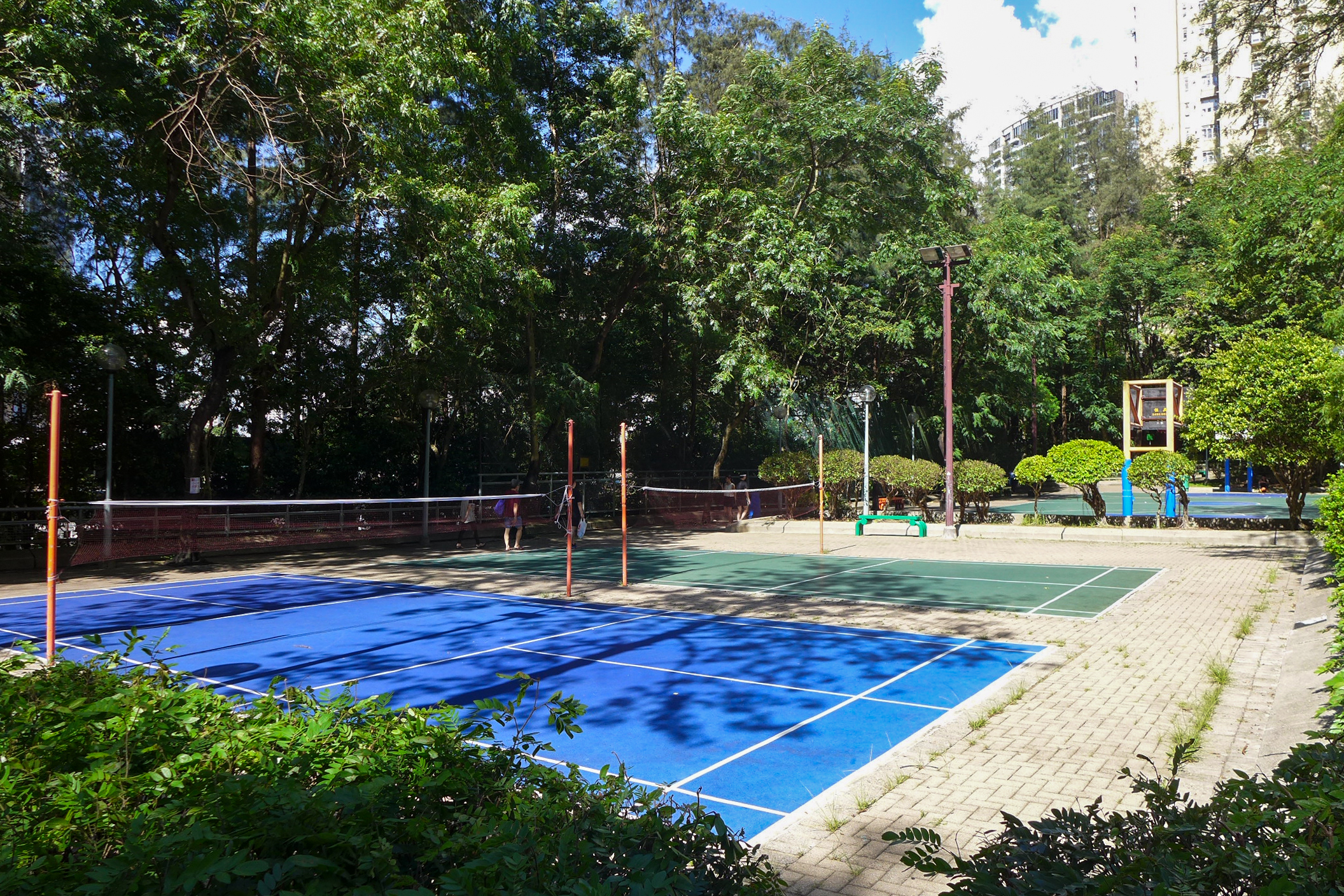
2期羽毛球場（前）及籃球場（後）
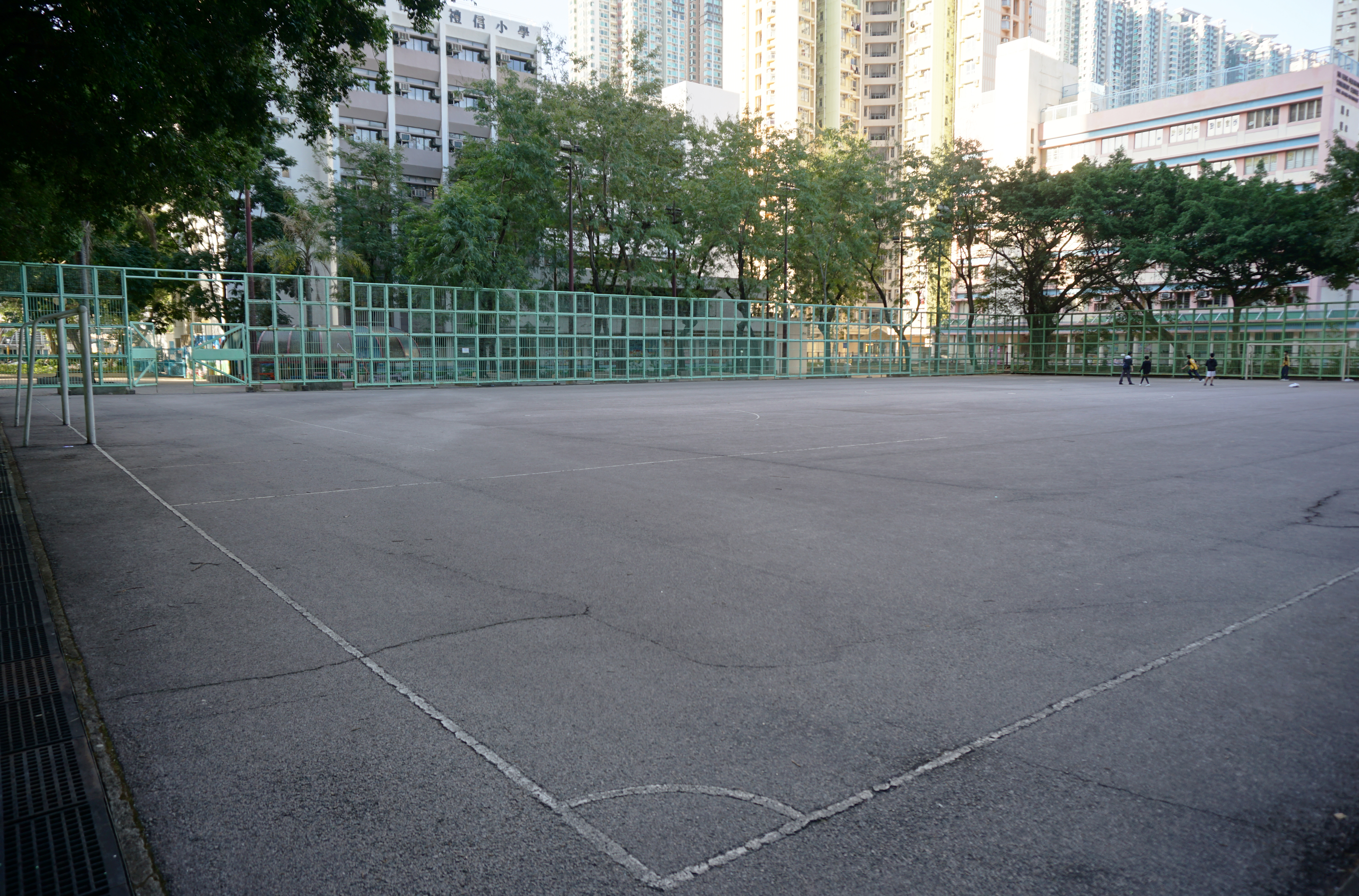
足球場
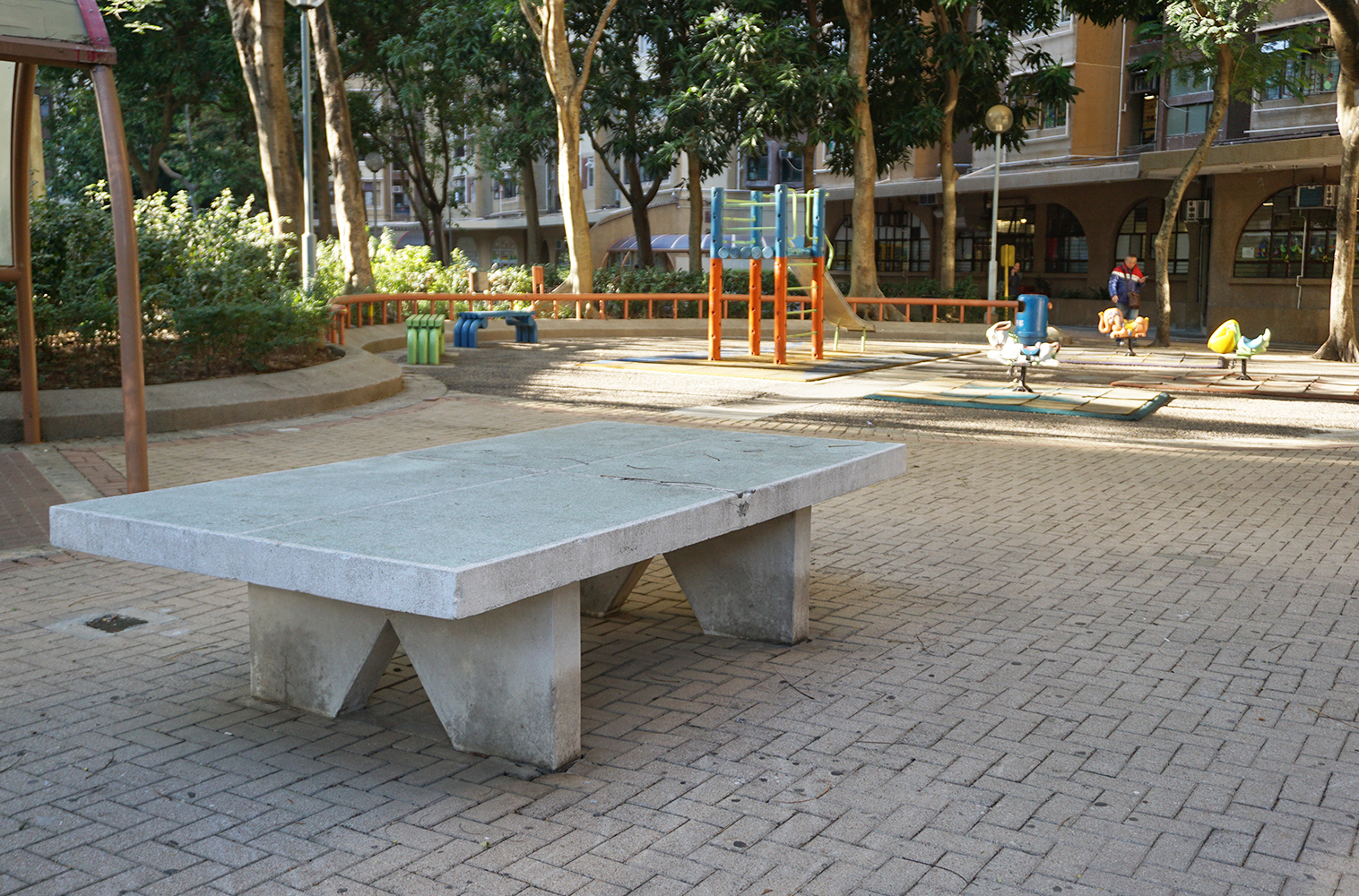
乒乓球枱
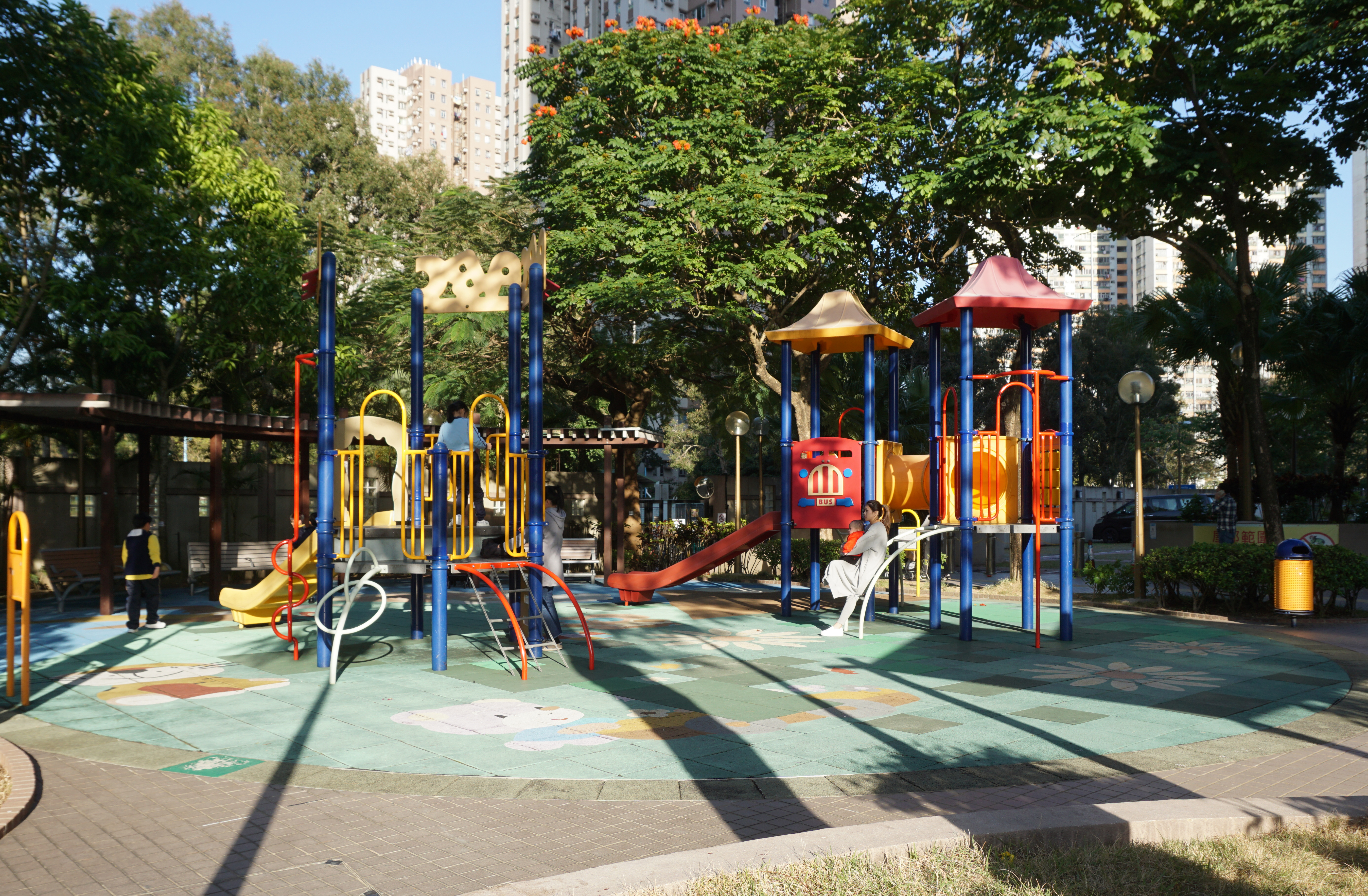
兒童遊樂場
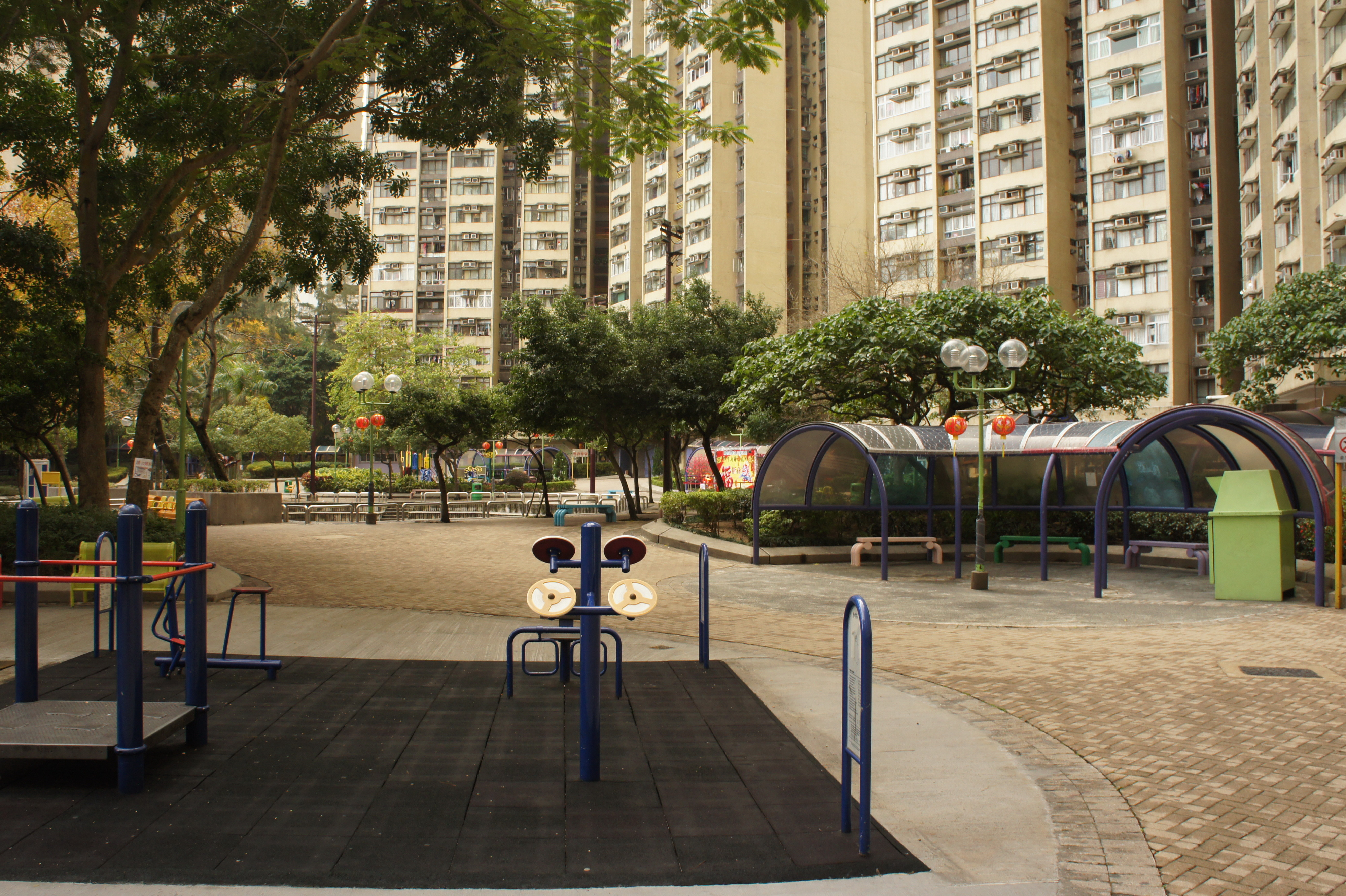
健體區

### 顯耀邨
顯耀邨因為地方不敷應用，難以容納其它設施，居民只靠顯徑邨設施（例如社區會堂、遊樂設施等）活動，購物亦要前往顯徑商場。

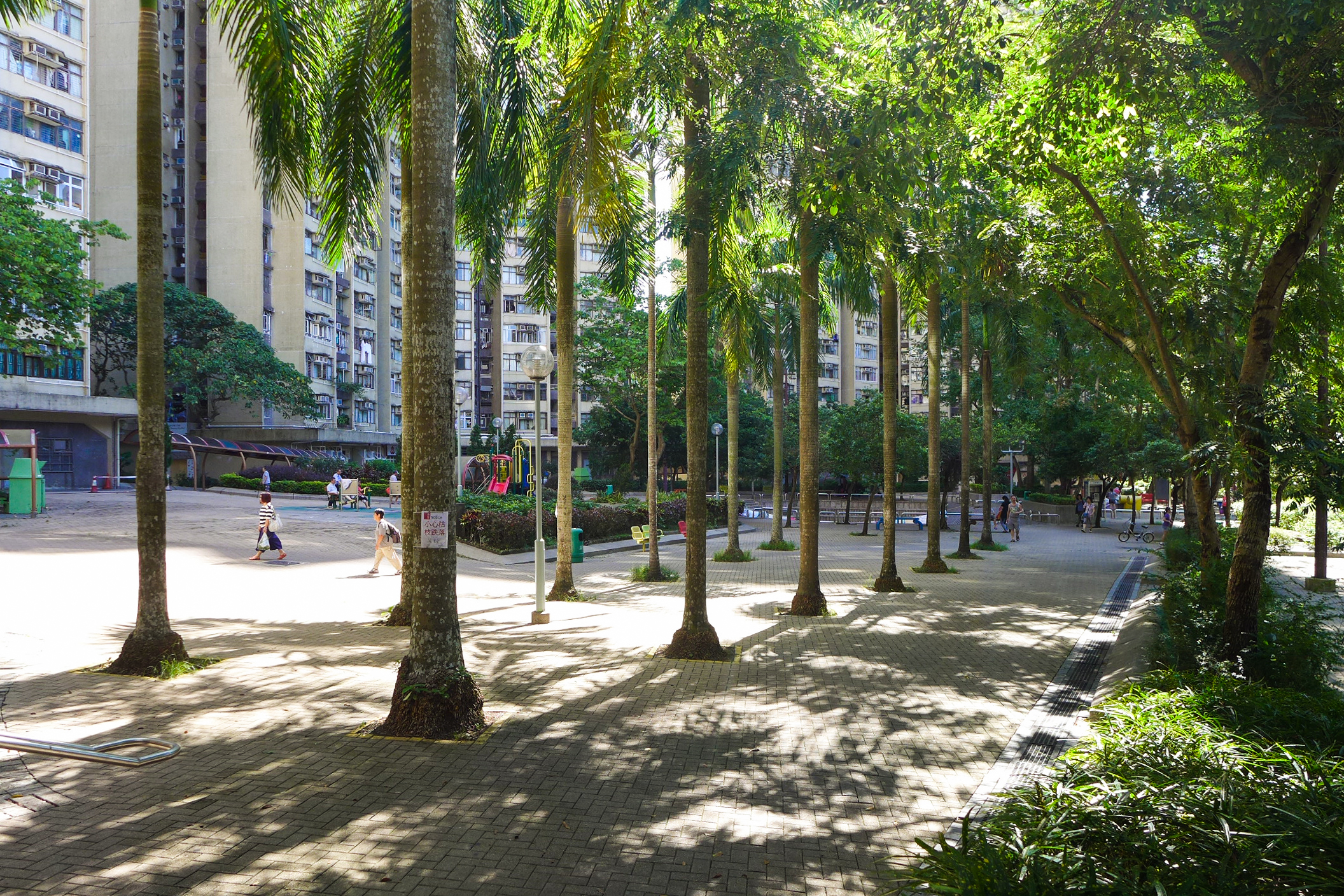
顯徑邨2期廣場
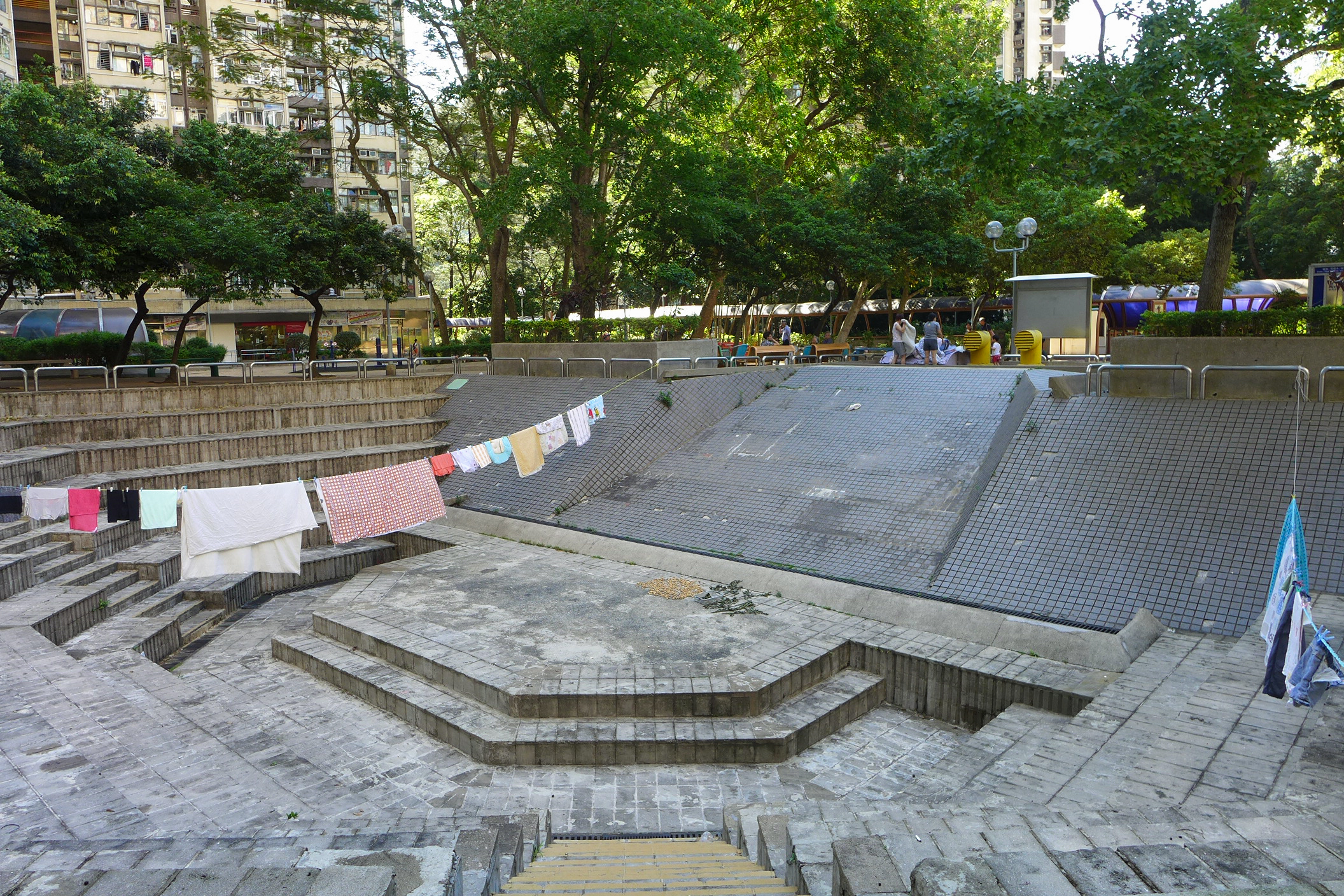
顯徑邨2期露天劇場
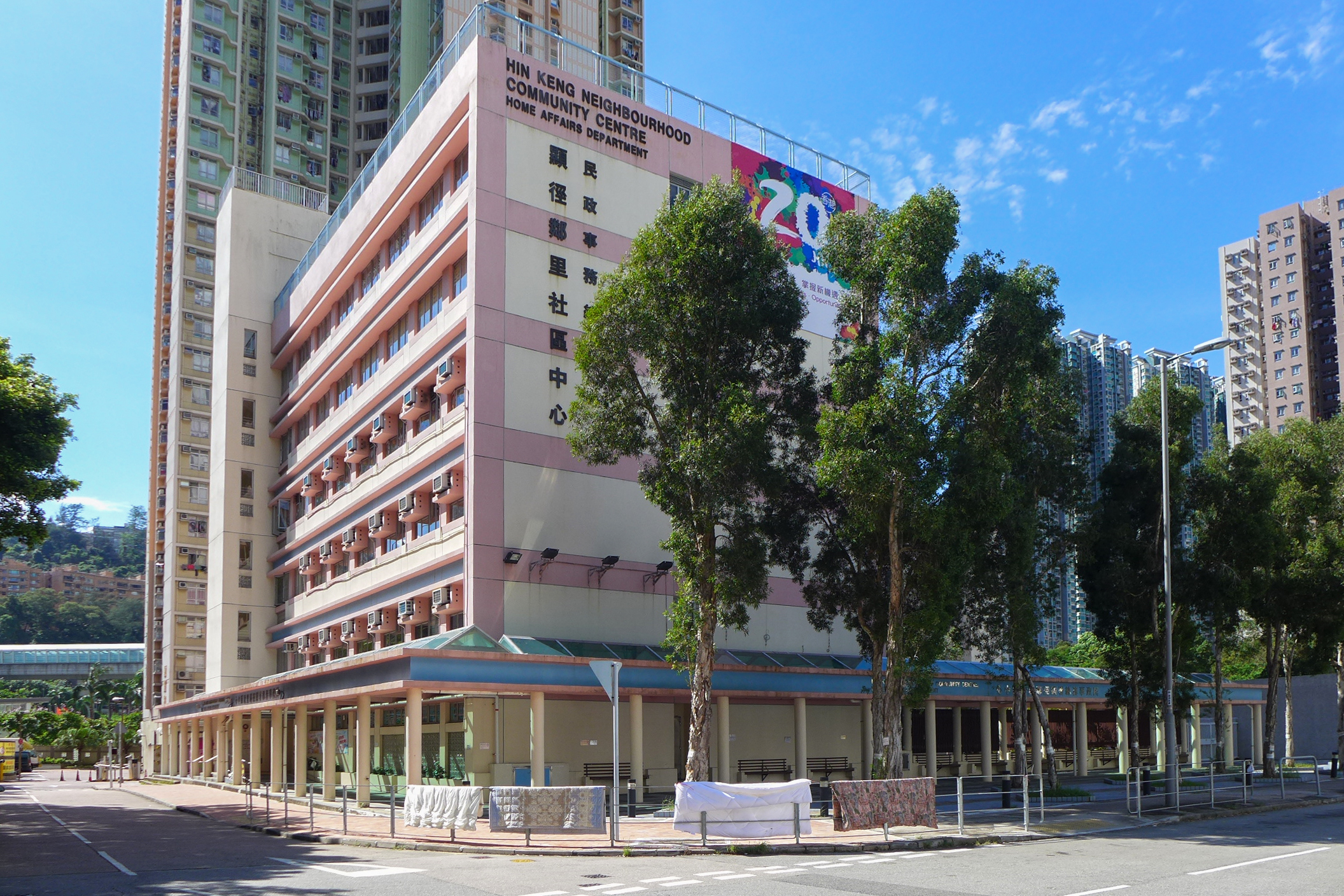
顯徑鄰里社區中心
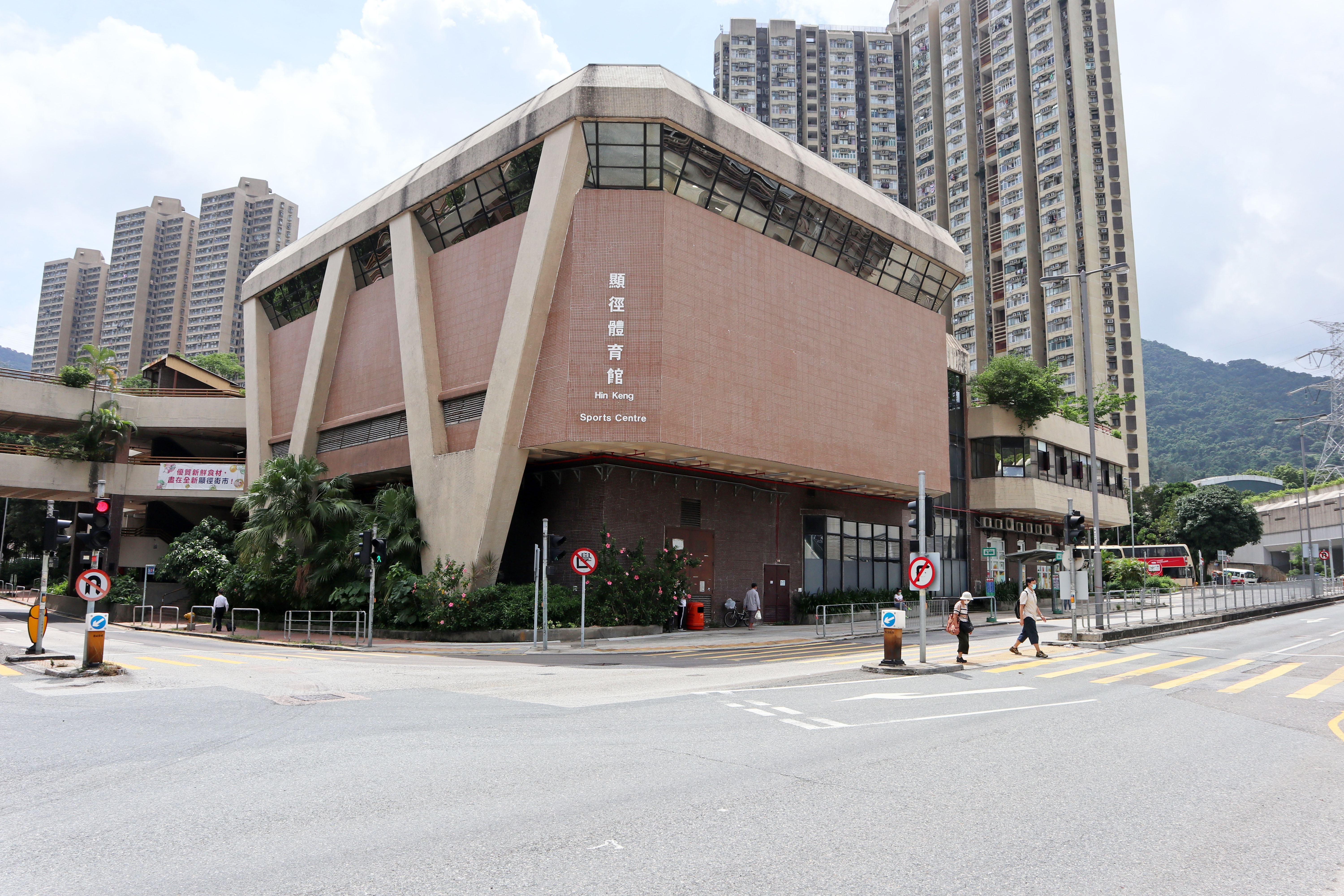
顯徑體育館
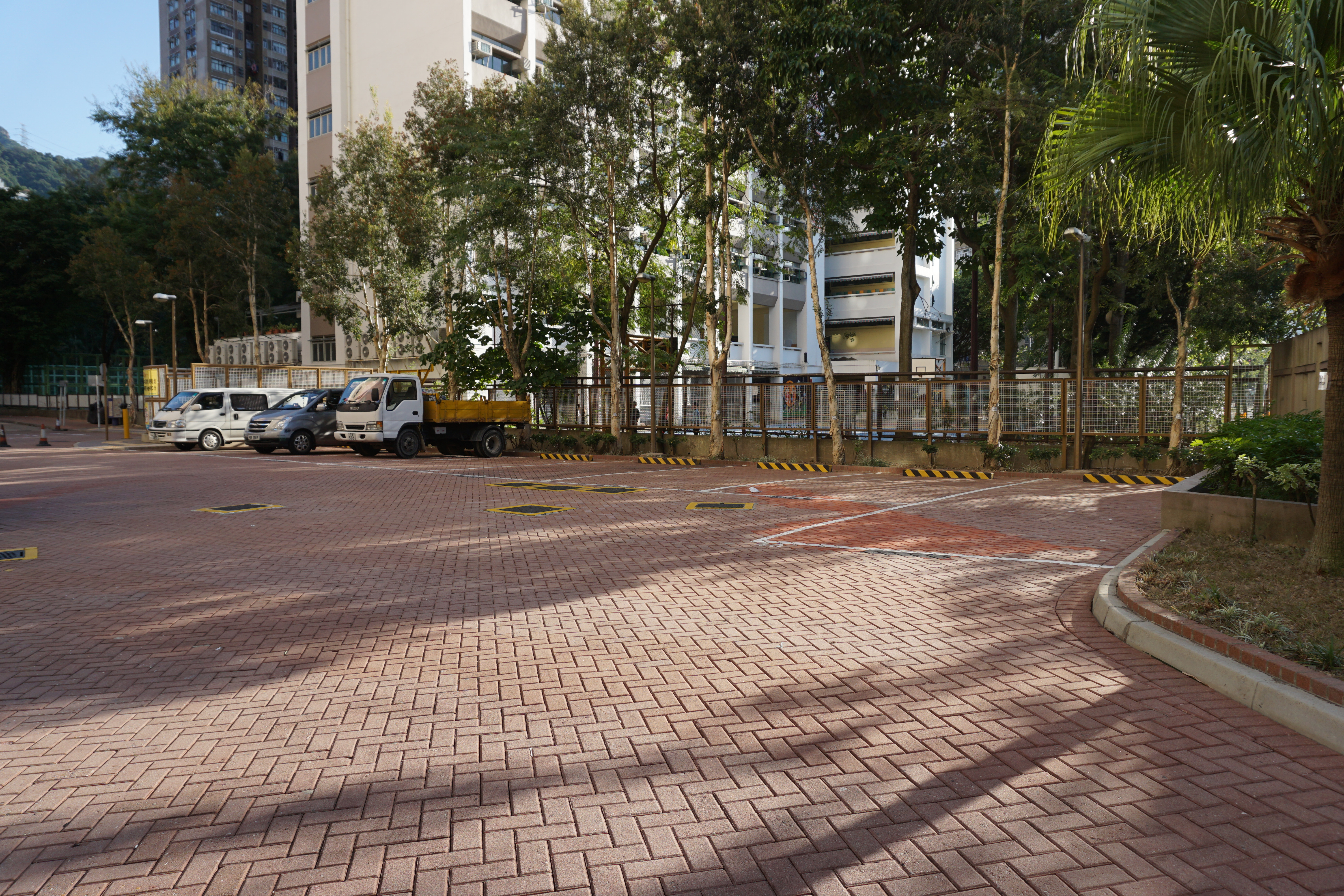
顯耀邨停車場為露天設計

## 顯徑商場
顯徑商場位於大圍車公廟路69號，分為A、B兩翼，樓面面積95,699呎。A翼1樓有百佳超級市場、大昌食品（15/5/1991-2024，開業共32年，已在3月31日結業）、759阿信屋、萬寧、顯徑街市、中西藥房等；2樓有日本城、順豐速運、四季餐廳、文具店、零食店、麵包店、髮廊、補習社、多間診所及顯徑郵政局；3樓有囍慶酒家及麥當勞，4樓是天台花園。B翼有7-Eleven便利店、香港賽馬會童亮館、大家樂、體育館、匯豐日夜理財中心和兩間小食店。
2017年，顯徑商場及街市出現倒閉潮，街市的空置率達4成，唯一的超級市場亦於2017年7月結業，到2018年重開。而街市在2019年6月起翻新，到2020年1月完成，並設美食街。

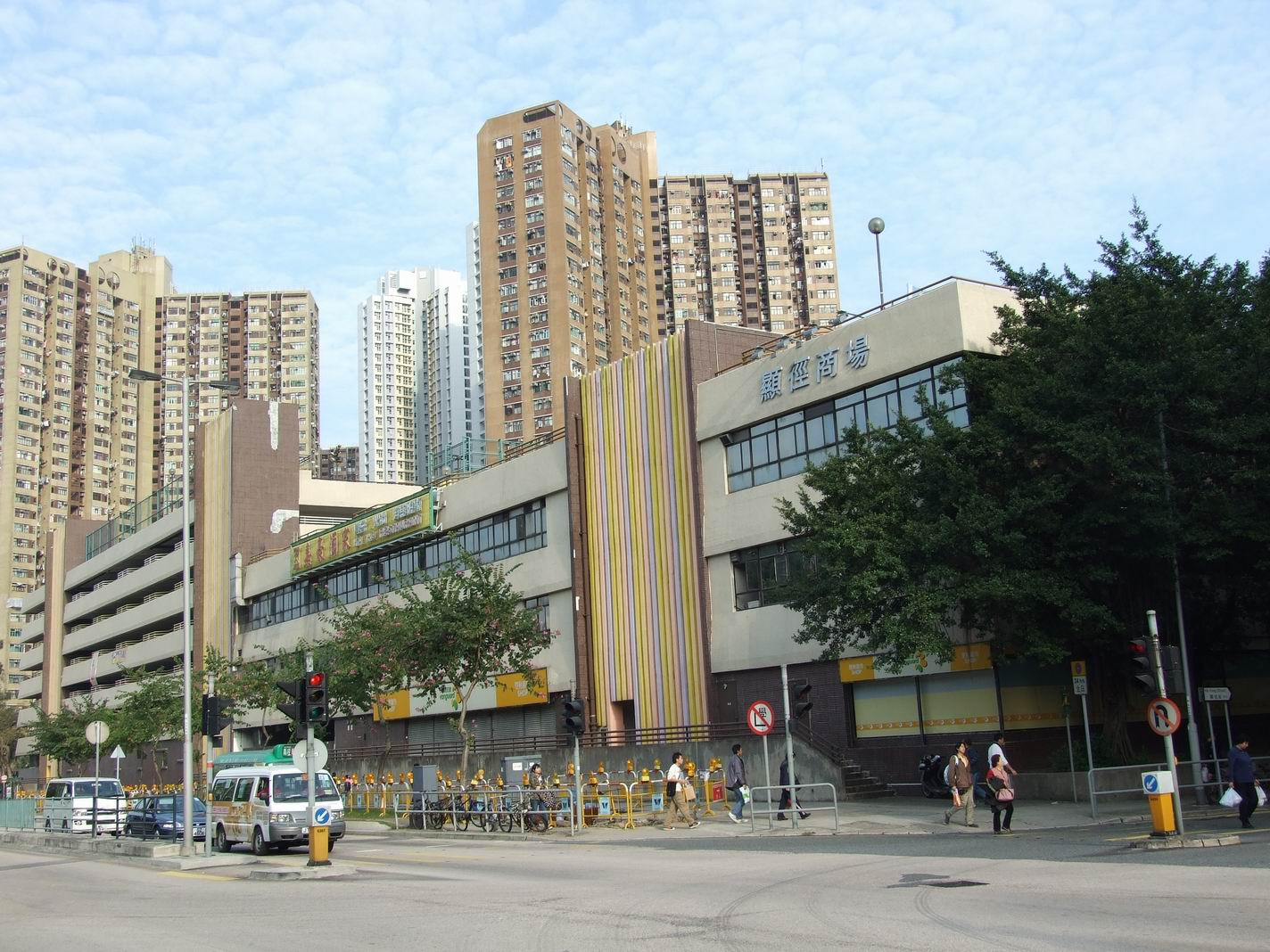
翻新前的顯徑商場外貌（2006年）
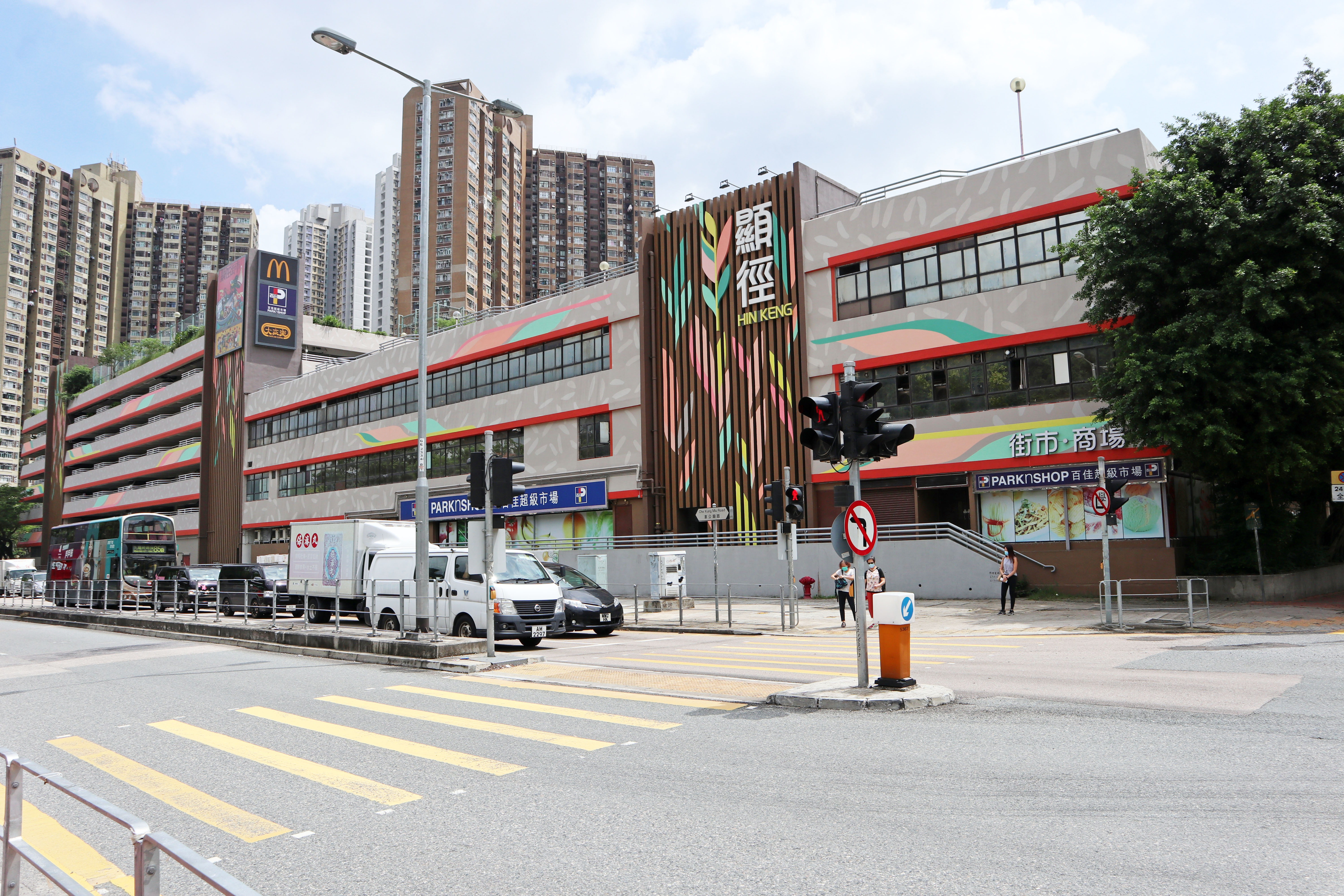
翻新後的顯徑商場外貌（2020年）
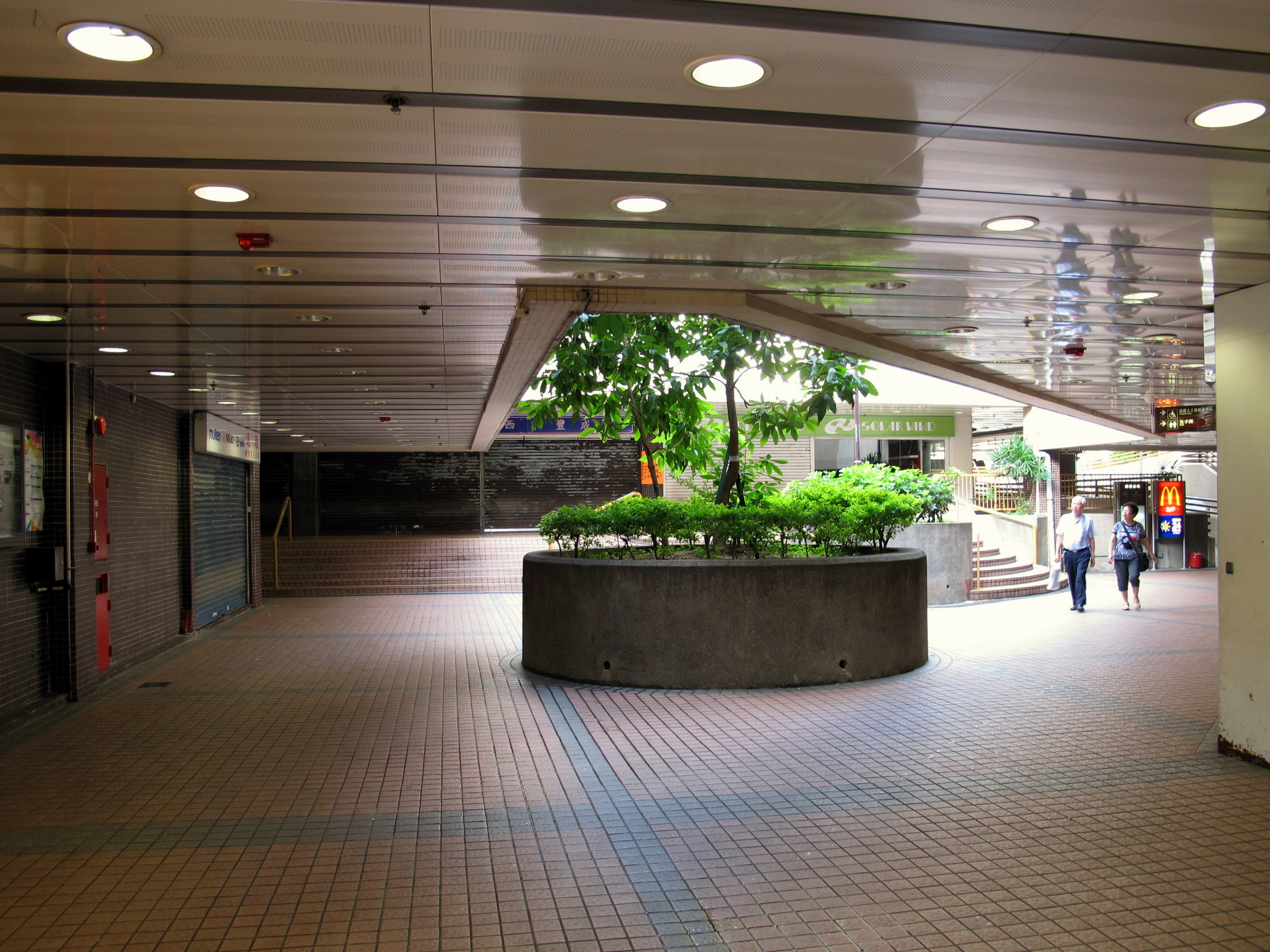
A翼1樓商店（2012年）
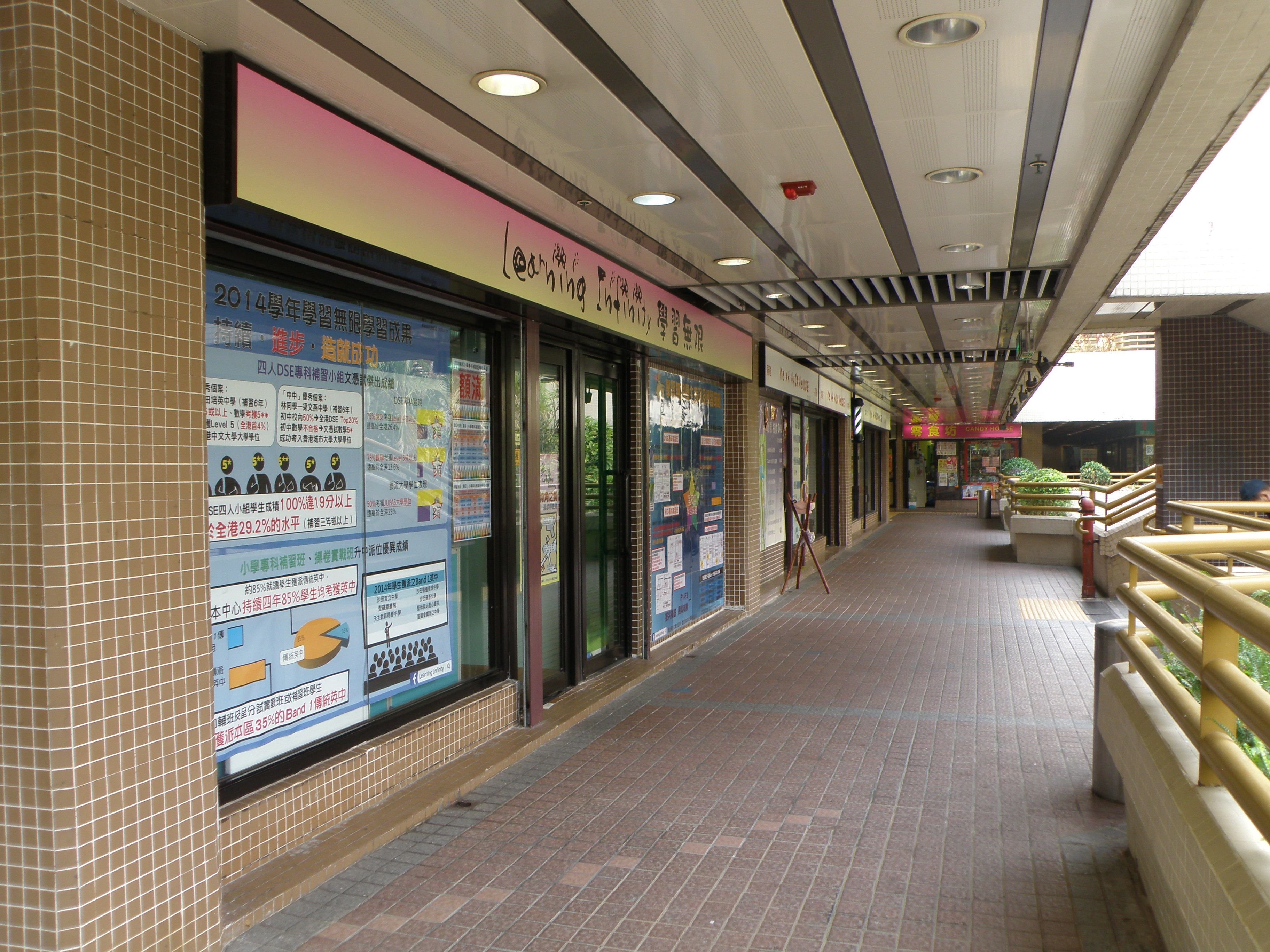
A翼2樓商店（2015年）
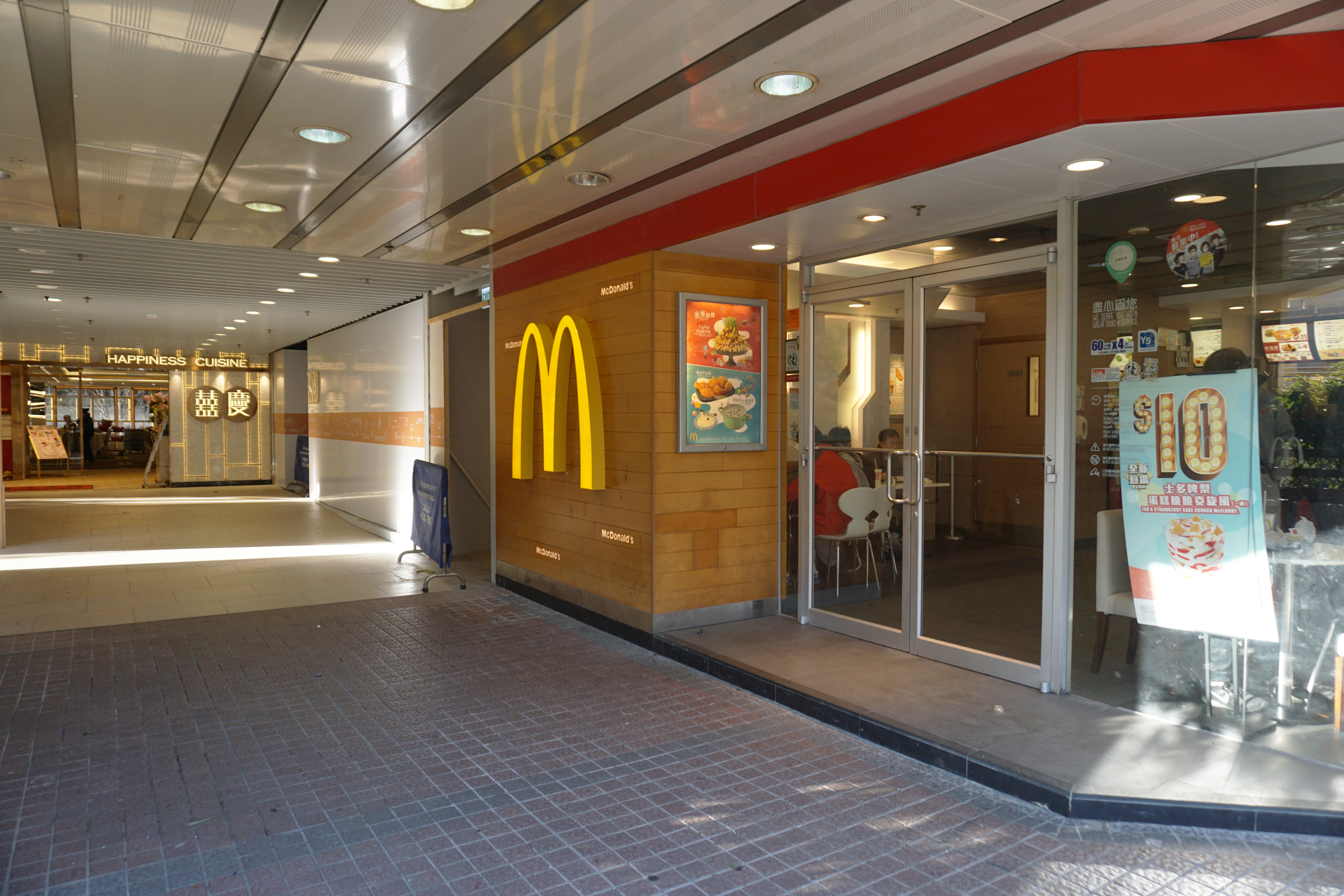
A翼3樓商店（2018年）
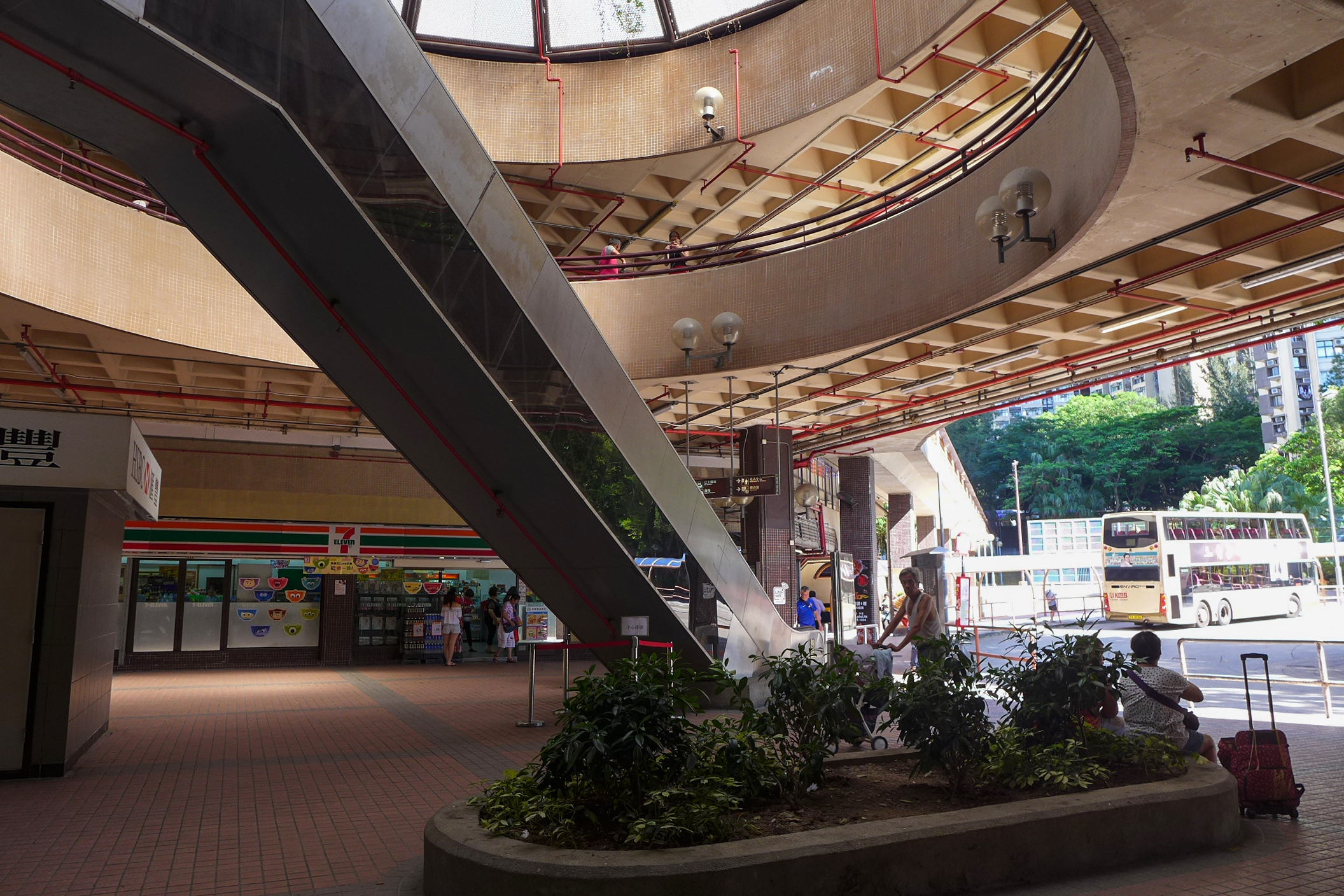
B翼設場内唯一的扶手電梯往A翼
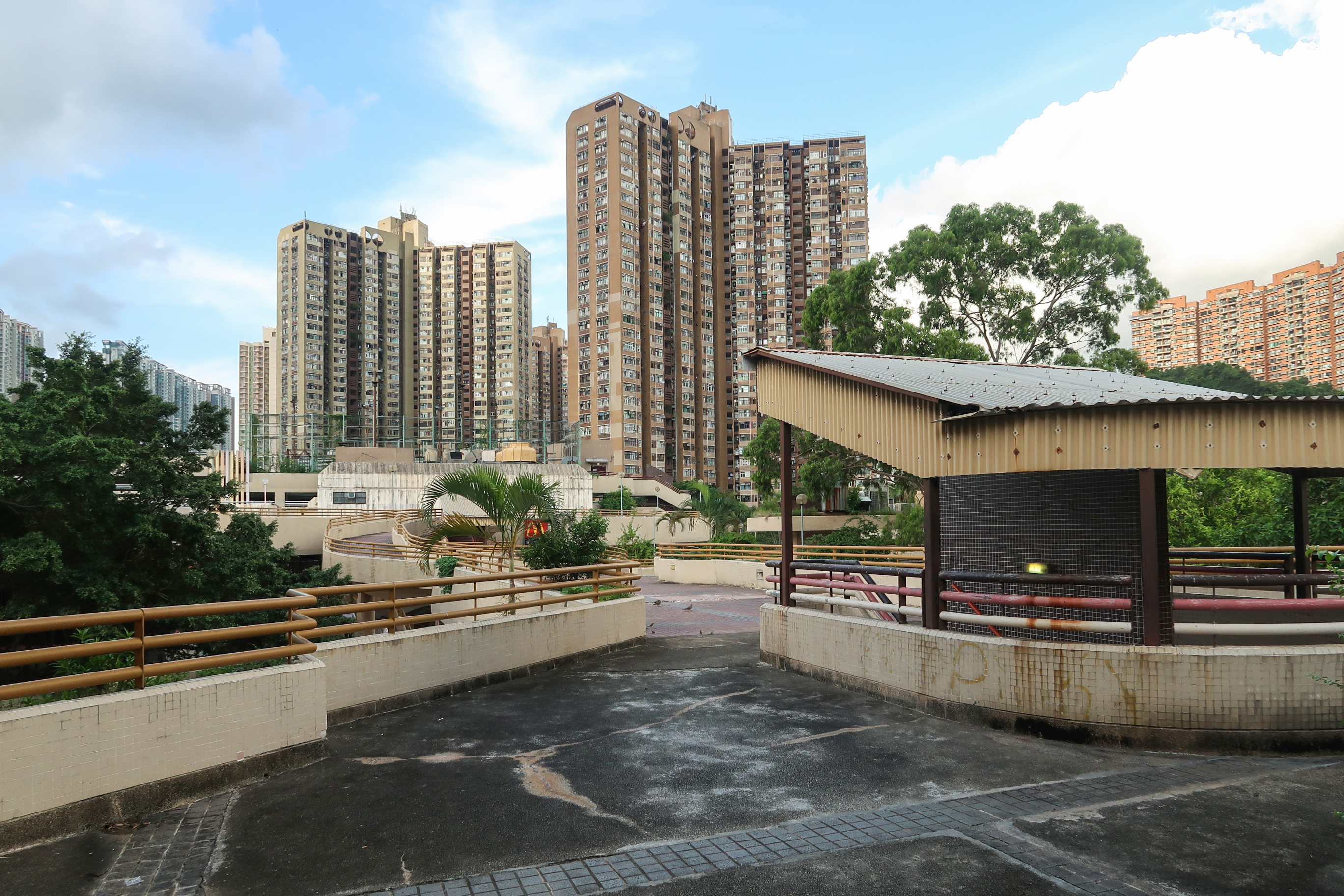
B翼天台花園，但欠缺打理
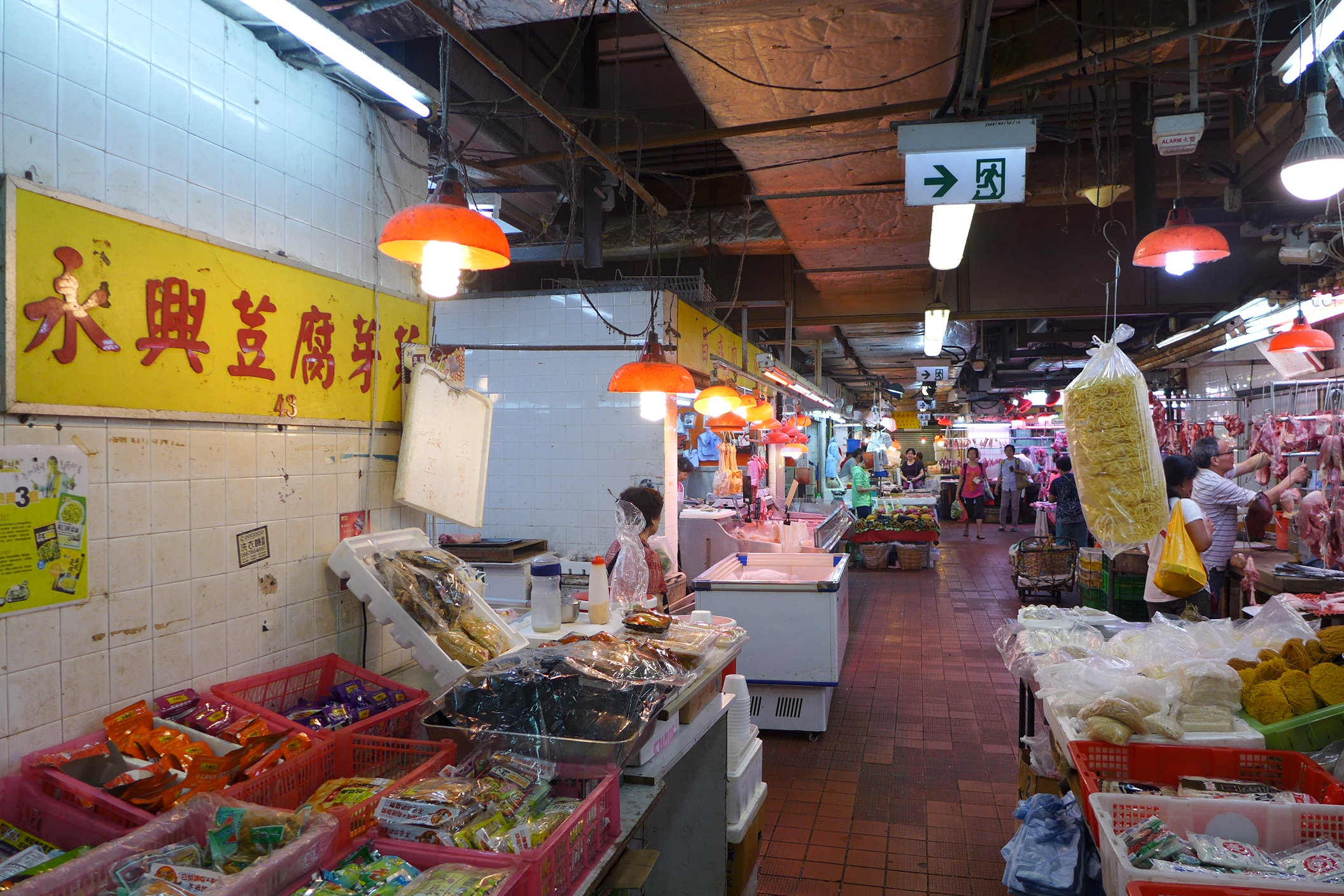
翻新前的顯徑街市（2017年）
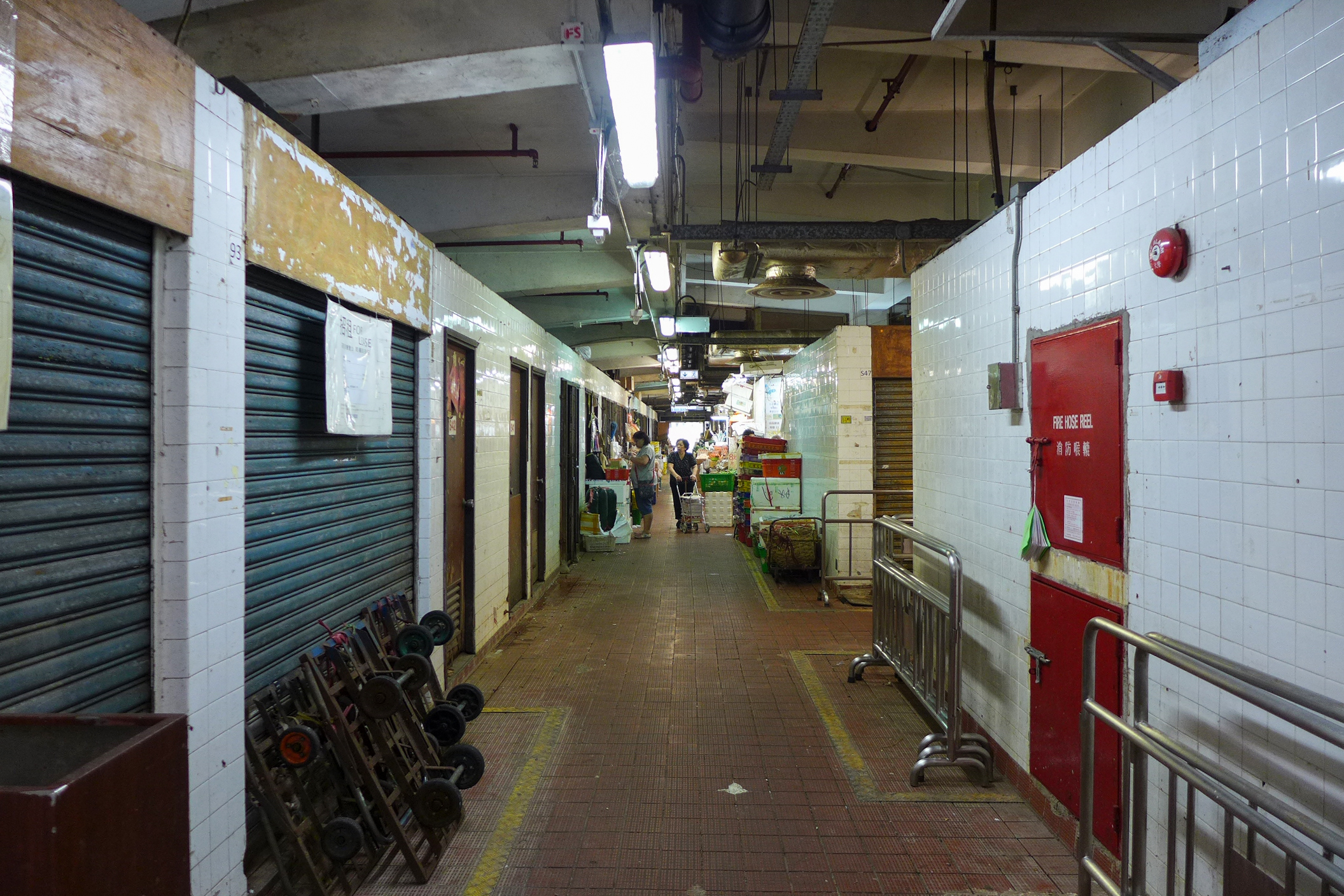
顯徑街市在翻新前有多間商店空置，空置率達4成
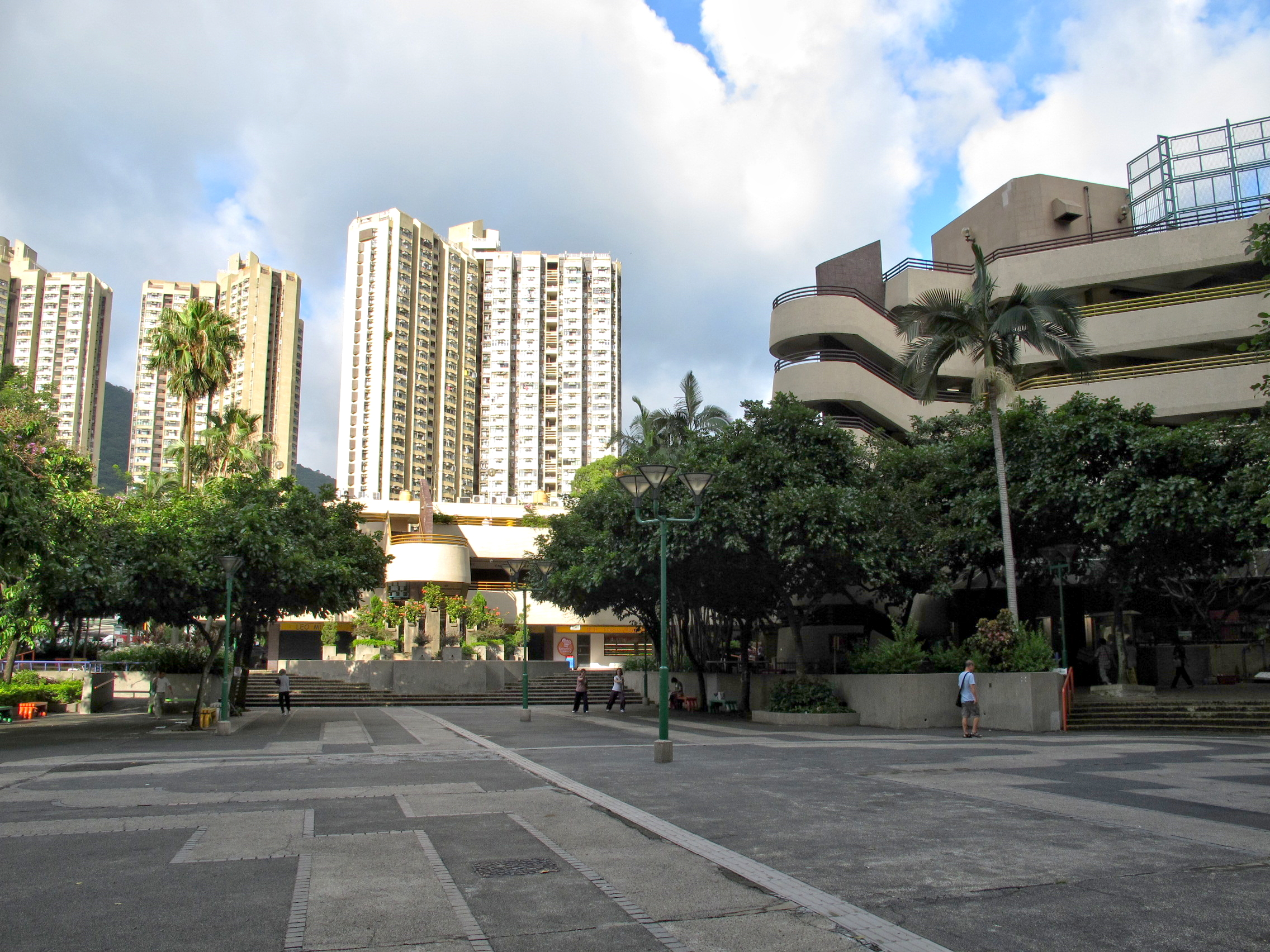
顯徑街市廣場

## 教育及福利設施
顯徑邨設有1間中學、2間小學及3間幼稚園，分別為：

### 中學
- 梁文燕紀念中學（沙田）

### 小學
- 迦密愛禮信小學
- 香港中文大學校友會聯會張煊昌學校

### 幼稚園
- 順德聯誼總會梁李秀娛沙田幼稚園 （页面存档备份，存于）（1986年創辦）（位於顯徑邨顯德樓A翼及B翼地下）
- 粵南信義會腓力堂愛鄰幼兒學園 （页面存档备份，存于）（1992年創辦）（位於顯徑鄰里社區中心3樓）
- 天主教聖保祿幼兒園（大圍） （页面存档备份，存于）（因原大埔校舍重建而由2016年起暫時租用[18]）（位於顯徑邨顯貴樓A翼地下）

已結束
- 佛教智林英文幼稚園（1986年創辦）（位於顯徑邨顯慶樓地下）
- 保良局八六顯徑托兒園（位於顯徑邨顯富樓地下）
- 顯恩幼稚園（1988年創辦）（位於顯徑邨顯貴樓地下）
- 華惠神召會顯徑中英文幼稚園（1998年創辦）（位於顯徑邨顯貴樓地下）

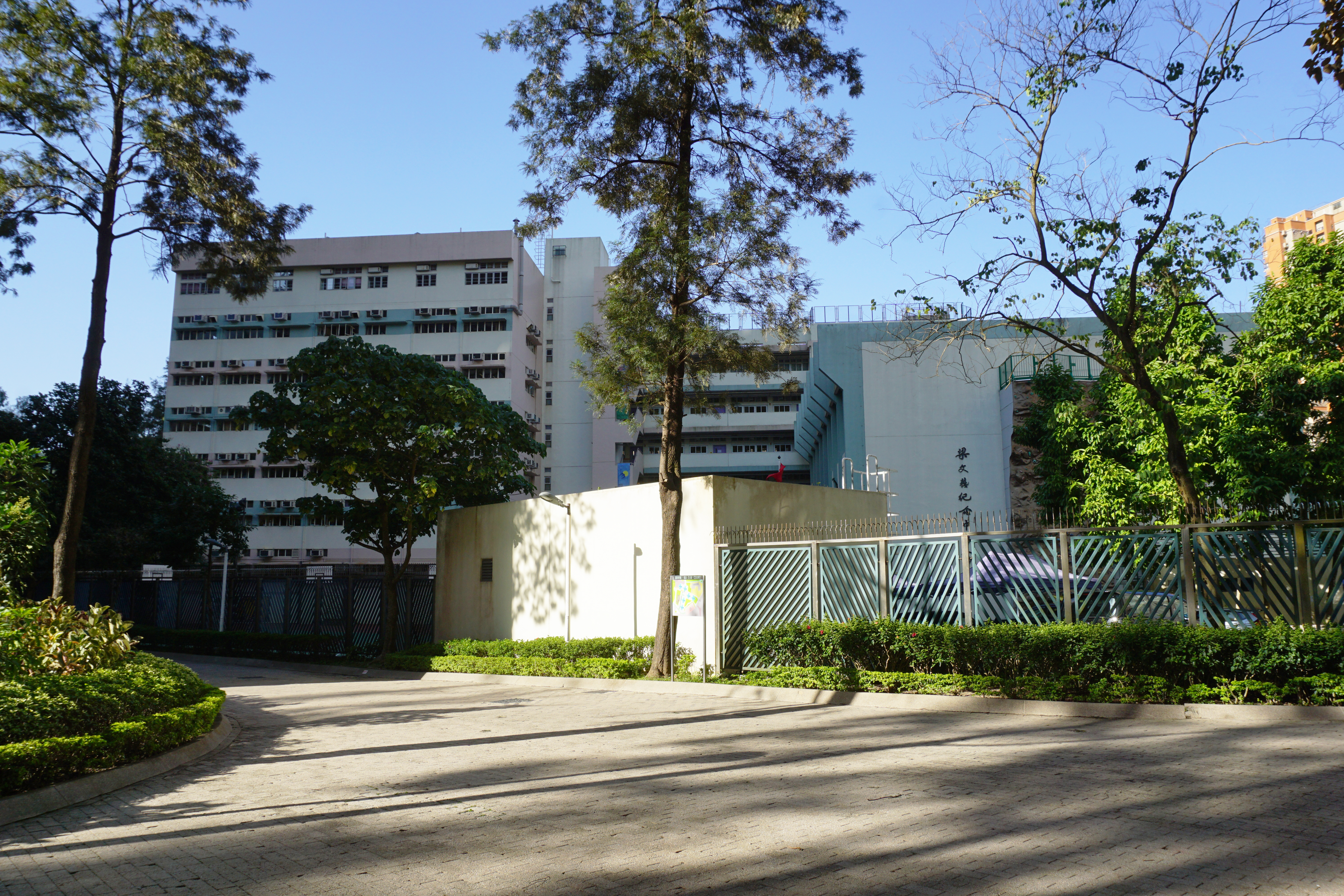
梁文燕紀念中學（沙田）
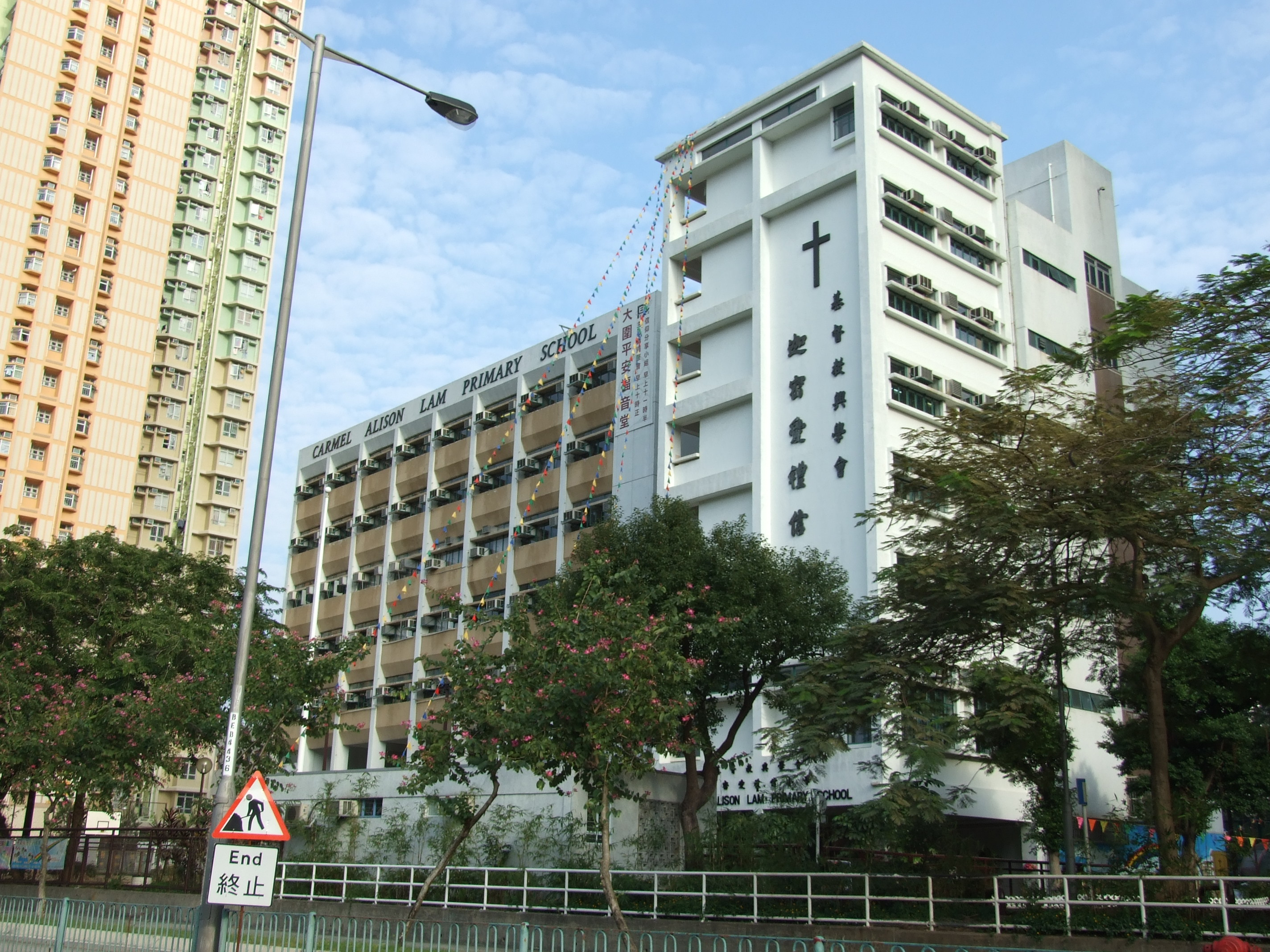
迦密愛禮信小學
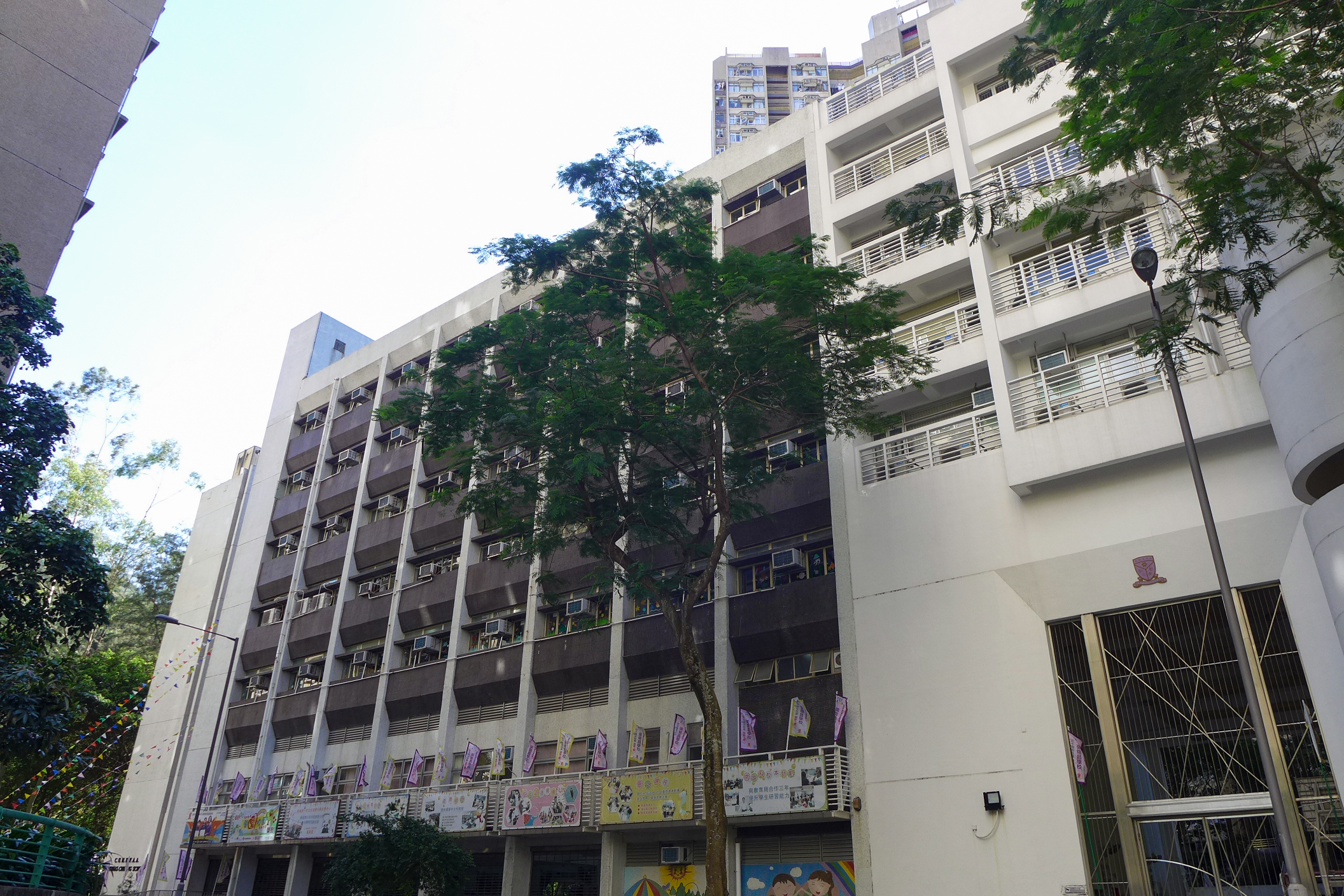
香港中文大學校友會聯會張煊昌學校

### 綜合青少年服務中心
- 香港中華基督教青年會顯徑會所賽馬會綜合青少年服務中心 （页面存档备份，存于）（位於顯徑邨顯運樓地下）

### 兒童及青年中心
- 香港遊樂場協會顯徑青少年中心暨閱覽自修室 （页面存档备份，存于）（位於顯徑鄰里社區中心1樓）

### 長者鄰舍中心
- 耆康會王華湘紀念長者鄰舍中心 （页面存档备份，存于）（位於顯徑邨顯慶樓地下）

## 區議會議席分布
由1994年香港區議會選舉開始，顯徑邨獲劃分成2個區議會選區，分別為徑口及顯嘉選區。徑口選區範圍包括顯耀邨及顯徑邨Y2型樓宇與上徑口村、下徑口村、顯田村、瑞峰花園及聚龍居，由2011年起該區區議員為吳錦雄，而之前的區議員為韋國洪。至於顯嘉選區範圍包括顯徑邨其餘4座樓宇及嘉田苑，由2007年起該區區議員為林松茵，而之前的區議員為莫偉雄。在1995年之前，顯徑邨屬於沙田區議會顯田選區，當時區議員是湯寶珍。
| 年度/範圍                                 | 2000-2003 | 2004-2007 | 2008-2011 | 2012-2015 | 2016-2019 | 2020-2023 |
| ----------------------------------------- | --------- | --------- | --------- | --------- | --------- | --------- |
| 顯耀邨                                    | 尚未落成  | 徑口選區  | 徑口選區  | 徑口選區  | 徑口選區  | 徑口選區  |
| 嘉徑苑                                    | 徑口選區  | 徑口選區  | 徑口選區  | 徑口選區  | 徑口選區  | 徑口選區  |
| 顯徑邨 （顯沛樓、顯德樓、顯揚樓及顯慶樓） | 徑口選區  | 徑口選區  | 徑口選區  | 徑口選區  | 徑口選區  | 徑口選區  |
| 顯徑邨 （顯祐樓、顯運樓、顯貴樓及顯富樓） | 顯嘉選區  | 顯嘉選區  | 顯嘉選區  | 顯嘉選區  | 顯嘉選區  | 顯嘉選區  |
| 嘉田苑                                    | 顯嘉選區  | 顯嘉選區  | 顯嘉選區  | 顯嘉選區  | 顯嘉選區  | 顯嘉選區  |

## 場景拍攝
- 教育電視1988小四社會科《家在香港》/《春夏秋冬》、1991小三健教科《待人接物》、1993小五健教科《青春期的衛生》/1994小六健教科《第一號殺手》曾在迦密愛禮信小學取景拍攝。
- 教育電視1995小六健教科《處變不驚》曾在嘉田苑取景拍攝。

## 事件
- 1984年4月29日早上10時30分，兩名工人在顯徑邨顯慶樓樁井拆除模板時，被塌下的土方活埋，其中一人當場證實不治，另一人遭受重傷。[19]
- 1987年3月27日下午約3時，一名姓黃機械工人在顯徑邨顯富樓17樓外牆進行抬模頂升工作時，不慎從抬模墮下，當場證實不治。[20]
- 2014年11月29日傍晚6時許，3名愛護動物義工，在獅子山郊野公園衞奕信徑清除毒餌（燒鴨與碎肉），將其中一袋毒餌帶到顯徑商場地下的7-Eleven便利店外，打開膠袋時突然發生爆炸，27歲姓廖的男護士與56歲姓覃女子被炸傷後送院治理，其中姓廖男子被炸斷三隻手指，造成永久傷殘。當晚警方緊急封鎖現場調查，疏散現場附近100米範圍的人士，爆炸品處理課拆彈專家身穿保護衣，出動拆彈車夾起膠袋，將膠袋內物品倒出。經初步檢驗，發生爆炸的紅色環保袋，袋內載有燒鴨皮，而燒鴨皮包裹着若雞蛋大小的可疑物體，估計是化學物品，真正性質有待檢驗。案件由新界南總區重案組接手，警方根據義工提供的車牌資料追查，其後在屯門福亨村拘捕一名涉案男子，其後再到元朗拘捕另一名涉案男子，兩人分別55和53歲，報稱從事建築和無業。2015年10月28日首被告何國輝與次被告陳新承認一項管有爆炸品罪名，各別被判囚10個月。
- 2015年3月1日凌晨約4時，停泊在顯徑商場地下的室內停車場1樓的一輛電單車著火焚燒，大火及濃煙向上蔓延，波及停車場2樓的私家車亦著火焚燒，隨後有多輛電單車及私家車焚燒並傳出爆炸聲，消防接報趕到現場開喉，約18分鐘後將火撲滅，事件中無人受傷，經點算後發現10輛電單車與3輛私家車被焚毀，消防調查後相信有人惡意縱火燒車，交由沙田警區重案組列作縱火案調查。
- 2015年4月16日晚上約7時，顯徑邨顯運樓一部升降機故障，3名住客乘搭升降機，由四樓急墜到地面更一度被困，事後由消防員用工具將住客救出，無人受傷，機電工程署亦派員到場調查了解原因，肇事升降機事後暫停運作，但管理處張貼告示「澄清」升降機並無急墜並通知有關人員檢查。
- 2016年5月20日下午約3時，顯徑邨一棵逾10米高的大樹倒塌，樹幹壓中一個冬菇亭大牌檔簷篷，食店內職員沒有受傷，消防員接報到場處理，相信無即時危險，房署保安及園丁其後清理現場。
- 2017年4月根據土地註冊處資料顯示，顯徑邨顯富樓34樓6室在自由市場以500萬港元成交，該單位實用面積544平方呎，呎價9191元，原業主2014年3月以320萬元連地價購入該單位，滿3年額外印花稅（SSD）沽貨，賺得180萬元，升值56%，成為全港最貴「公屋王」。
- 2017年5月14日在顯徑邨租用三個冬菇亭經營28年的金城小廚、餅店、茶餐廳結業，店主表示2017年初與領展商討續租，但領展多次坐地起價加租至雙倍，而且只續租兩個冬菇亭予商戶，又要商戶進行裝修，但僅簽臨時租約試業，直至領展滿意才決定簽長約，店主抵受不住貴租與諸多不合理要求而放棄經營。
- 2017年6月30日邨內唯一的酒樓嘉豪酒樓結業，囍慶酒家於同年12月16日原址開業。2017年7月16日邨內唯一的超級市場華潤超級市場結業，百佳超級市場於同年12月29日原址開業。
- 由農曆新年開始顯徑商場出現倒閉潮，不少涉及民生店舖，5間茶餐廳相繼有3間倒閉，當中包括陪伴邨民30年的冬菇亭，近日更蔓延至唯一的酒樓及超市，續約條件如同逼遷，而店舖交吉後亦無重開計劃。領展則在店舖外貼出告示，2017年8月至12月間將進行優化工程，重新間隔酒樓及超市的舖位，並會翻新廁所及外牆。7月16日下午約百名居民舉行大會，炮轟領展除了瘋狂加租，更逼走商戶，質疑密謀配合鐵路通車翻新、甚至部署拆售。
- 2018年5月27日早上6時45分，顯德樓21樓一個單位起火及冒出濃煙，火警單位冷氣機及窗框燒毀墮落地面。消防員接報到場並在7時03分將火救熄，火警單位嚴重焚毀，單位內發現一具燒焦屍體，證實為年老男戶主。政府化驗師搜證及消防以儀器探測後未有發現任何助燃物品，調查後相信由電線短路引起火警，[21]且不排除睡房首先起火。[22][23]但消防員意外發現大廈火警鐘失靈，火警發生時沒有響起，消防泵、喉轆供水等系統則正常，而同邨其他住宅大廈火警鐘則沒有失靈。[24]
- 2018年5月，一名女住戶乘搭升降機時，發現升降機門在未緊閉下運作。機電署在同月進行巡查及測試後，發現顯祐樓5號升降機和顯運樓11號升降機的限速器未能有效運作，對升降機承辦商東哲作出檢控，罰款共10萬元。[25]

## 外部連結
- 房委會顯徑邨資料 （页面存档备份，存于）
- 房委會顯耀邨資料 （页面存档备份，存于）
- 房委會嘉田苑資料 （页面存档备份，存于）
- 房委會嘉徑苑資料 （页面存档备份，存于）
- 顯耀邨工程項目  （页面存档备份，存于）.瑞安建業.

22°21′54.20″N 114°10′26.00″E / 22.3650556°N 114.1738889°E